# St-Hilaire (Semur-en-Brionnais)

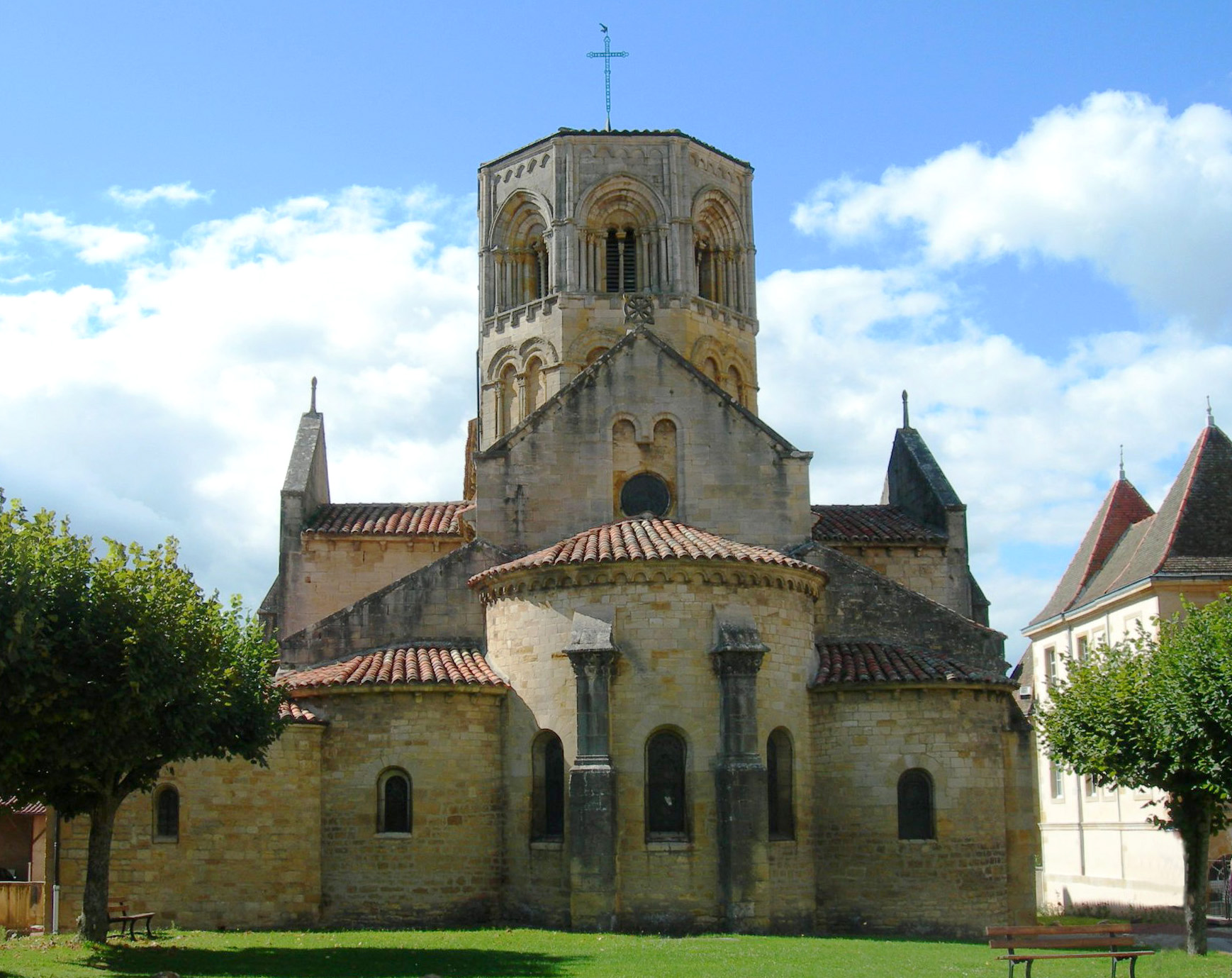
St-Hilaire de Semur-en-Brionnais, Chorhaupt von Osten

Die ehemalige Kollegiatstiftskirche St-Hilaire liegt inmitten der französischen Gemeinde Semur-en-Brionnais, etwa sechs Kilometer östlich der Loire im Département Saône-et-Loire in der Region Bourgogne (Burgund). Sie gehört zu den bedeutendsten romanischen Sakralbauten des Départements. Hohe kunsthistorische Qualität präsentieren die Skulpturen des Tympanons des Hauptportals in der Fassade, die mit denen von Charlieu und anderen der Region verglichen werden.
St-Hilaire ist eine dreischiffige Basilika, mit einem vierjochigen Langhaus in dem typischen dreigeschossigen Cluny-Aufriss, danach folgen ein kaum ausladendes Querhaus und ein dreischiffiges Chorjoch mit drei Apsiden.
Auf dem gleichen Bergrücken wie die Kirche ragt in unmittelbarer Nachbarschaft die Ruine eines Donjons aus den Mauern der ehemaligen Burg auf. In ihr wurde St-Hugo (* 13. Mai 1024 in Semur-en-Brionnais, Burgund; † 28. April 1109), Abt und Bauherr von Cluny III und Erbauer der Basilika von Paray-le-Monial geboren, der auch die Errichtung der Kirche in Semur veranlasste.

## Geschichte
Die Kirche ist dem heiligen Hilarius von Poitiers (frz. St-Hilaire) gewidmet (* um 315 in Poitiers; † 367), der sich 345 mit Frau und Tochter taufen ließ und 350 zum ersten Bischof von Pictavius (Poitiers) gewählt wurde. Im Jahr 356 wurde er auf der Synode von Baeterrae (Béziers) von den mehrheitlich arianisch gesinnten Bischöfen nach Phrygien verbannt. Während des Exils verfasste Hilarius zwei lateinische Abhandlungen über die Trinität (De Synodis und De Trinitate), die ihm 1851 posthum den Titel eines Kirchenlehrers (Doctor ecclesiae) einbrachten. Nach einigen Jahren konnte Hilarius aber in die Heimat zurückkehren, wo er als Held des nizänischen Glaubens empfangen wurde. Er leitete ein Konzil in Paris im Jahr 361. Hilarius spielte eine wesentliche Rolle in der Vermittlung von östlicher Theologie in die lateinische Welt, und auch umgekehrt.

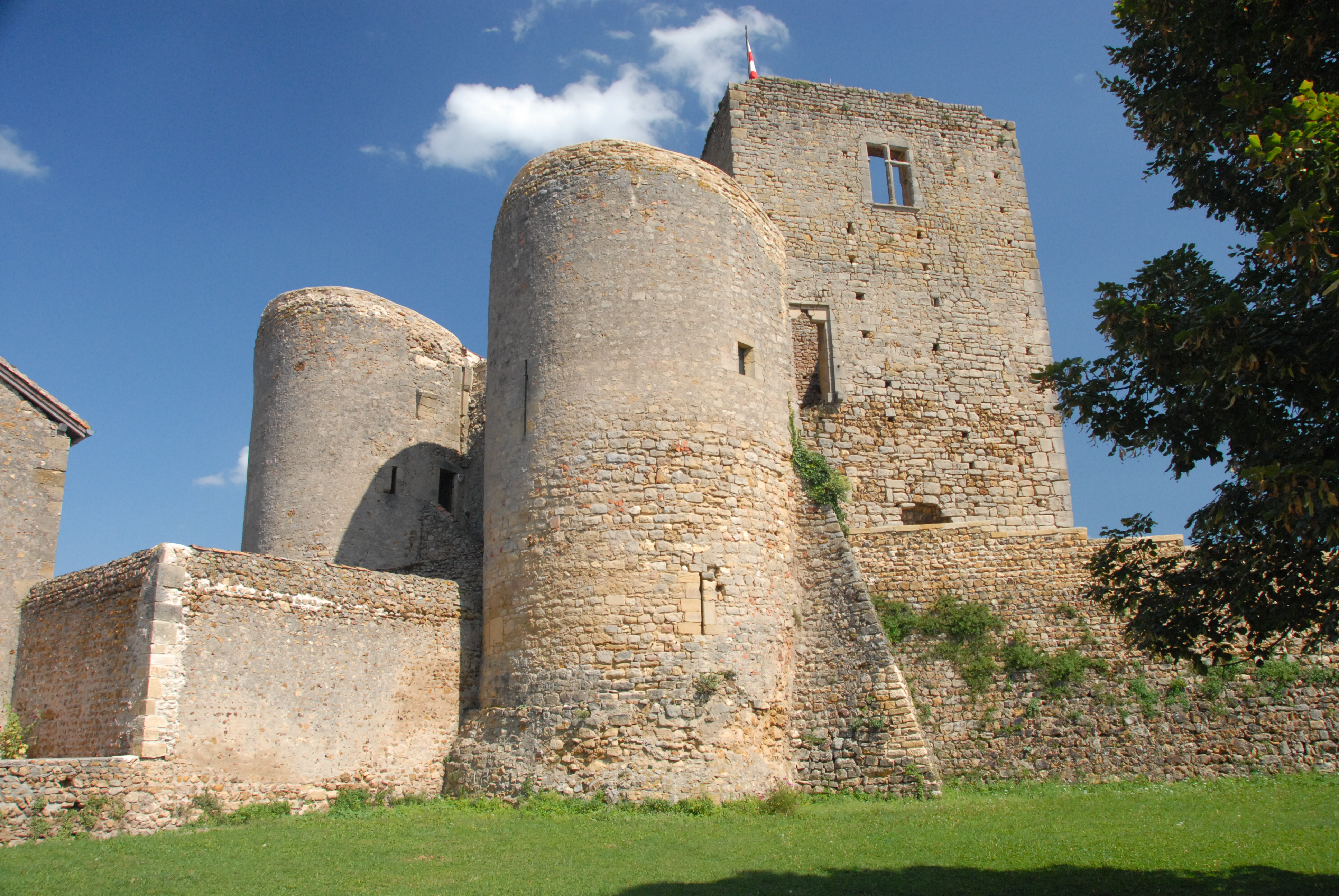
Burgruine

Das Felsplateau, auf dem Ort und Kirche liegen, war spätestens seit dem 9. Jahrhundert mauerbewehrt und soll bereits im 10. Jahrhundert von einem Donjon überragt gewesen sein. Der heute stehende Wohnturm ist aber ein Bauwerk des 13. Jahrhunderts, mit einer sog. Chemise, einer turmbewehrten Schildmauer, die die am meisten gefährdete Stelle des Turms schützte.

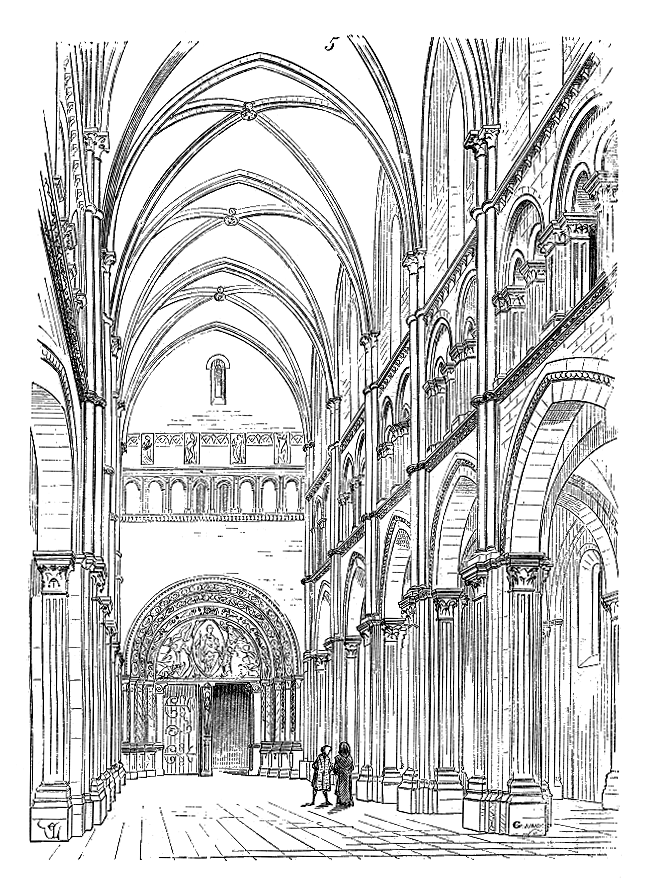
Cluny III, Rekonstruktion von Viollet-le-Duc

Die Kirche St-Hilaire ist eine der zahlreichen Nachfolgerinnen der Kirche Cluny III, deren Erbauung während der Amtszeit von Abt Hugo von Cluny begonnen worden ist. Ihm war es nicht nur daran gelegen, in Cluny selbst, sondern auch im Ort seiner Herkunft ein angemessenes Kirchenbauwerk errichtet zu haben. Für das kleine Priorat von Semur sollte allerdings keine Monumentalkirche entstehen, man beschränkte sich stattdessen auf die besondere Qualität der architektonischen Ausführung, die das Bauwerk in einen gewissen baukünstlerischen Rang erheben sollte.

Hugo von Cluny, Mathilde von Tuszien und Heinrich IV. Miniatur aus der Handschrift Vita Mathildis (um 1115)

Gestiftet wurde das Kloster zu Beginn des 12. Jahrhunderts durch Baron Geoffroi V., Landvogt im Brionnais und Nachkomme von Geoffroi IV., dem Onkel von Abt Hugo von Cluny.
So entstand am Geburtsort Hugos der Neubau, der vermutlich eine ältere Kirche oder Burgkapelle ersetzte. Der Bau der Kirche zog sich vom ersten Viertel bis zum Ende des 12. Jahrhunderts in zwei Bauphasen (ältere Ostanlage, jüngeres Schiff) hin.
Man erkennt sowohl Übereinstimmungen wie auch Abweichungen von Cluny III. Der deutlichste Unterschied besteht in der Form des Chorabschlusses. Da Semur vom Pilgerbetrieb unberührt geblieben war, konnte man auf einen Chorumgang mit Radialkapellen verzichten. So hielt man sich an das ältere Muster von Cluny II und errichtete mit einem Chorabschluss aus drei Apsiden die schlichteste Form eines Staffelchors. Der prachtvolle Vierungsturm erhielt seine Gestalt erst im 13. Jahrhundert.

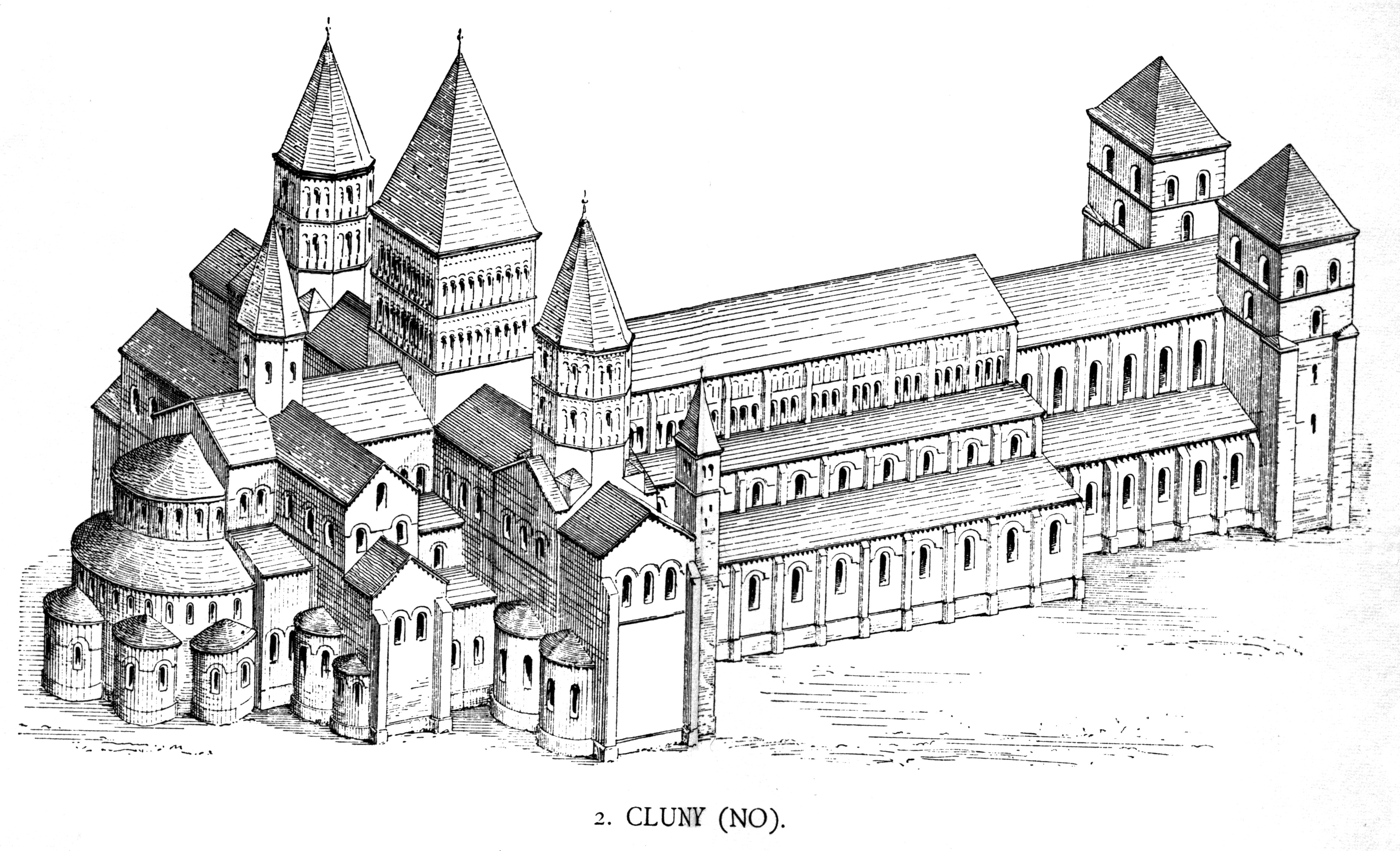
Cluny, Rekonstruktion vom Ende des 19. Jahrhunderts

Die zahlreichen Übereinstimmungen von Motiven, die es in Cluny gegeben hat, müssen um ein wichtiges Detail ergänzt werden: Auf der Innenseite der Fassadenwand findet sich etwa in halber Wandhöhe eine kleine auskragende Empore in Form eines auf den Kopf gestellten halben Kegels. Eine solche soll es nach alten Berichten auch in Cluny III gegeben haben. Es wird vermutet, dass sie eine liturgische Funktion hatte. Hier versammelte sich während des Chorgebetes eine kleine Gruppe von Mönchen, die echoartig auf den Gesang der Confratres im Chor der Kirche antworteten, eine frühe Form der Mehrstimmigkeit, die erst in der Gotik in der Kirchenmusik gebräuchlich wurde.
Der Grundherr von Semur, Jean de Châteauvilain, und der Bischof von Autun stifteten 1274 ein Kollegiat für 13 Kanoniker unter dem Patronat des heiligen Hilarius.
Im Hundertjährigen Krieg (1339–1453) erlitten die Gebäude, wie so viele Kirchen in Burgund, Beschädigungen durch marodierende englische Truppen.
Rund 200 Jahre später, 1567, führten die Hugenottenkriege zu weiteren Zerstörungen.
Im 19. Jahrhundert folgten Reparaturen und Restaurierungen, bei denen auch die ursprünglich angespitzten Tonnen des Mittelschiffs durch altertümliche Rundtonnen ersetzt wurden. Warum diese Erneuerung erforderlich wurde, geht aus den Quellen nicht hervor.
Die Anbauten der Sakristei und einer Kapelle an die südliche Chorkapelle und den südlichen Querhausgiebel entstammen ebenso der Neuzeit.

## Bauwerk

Pläne
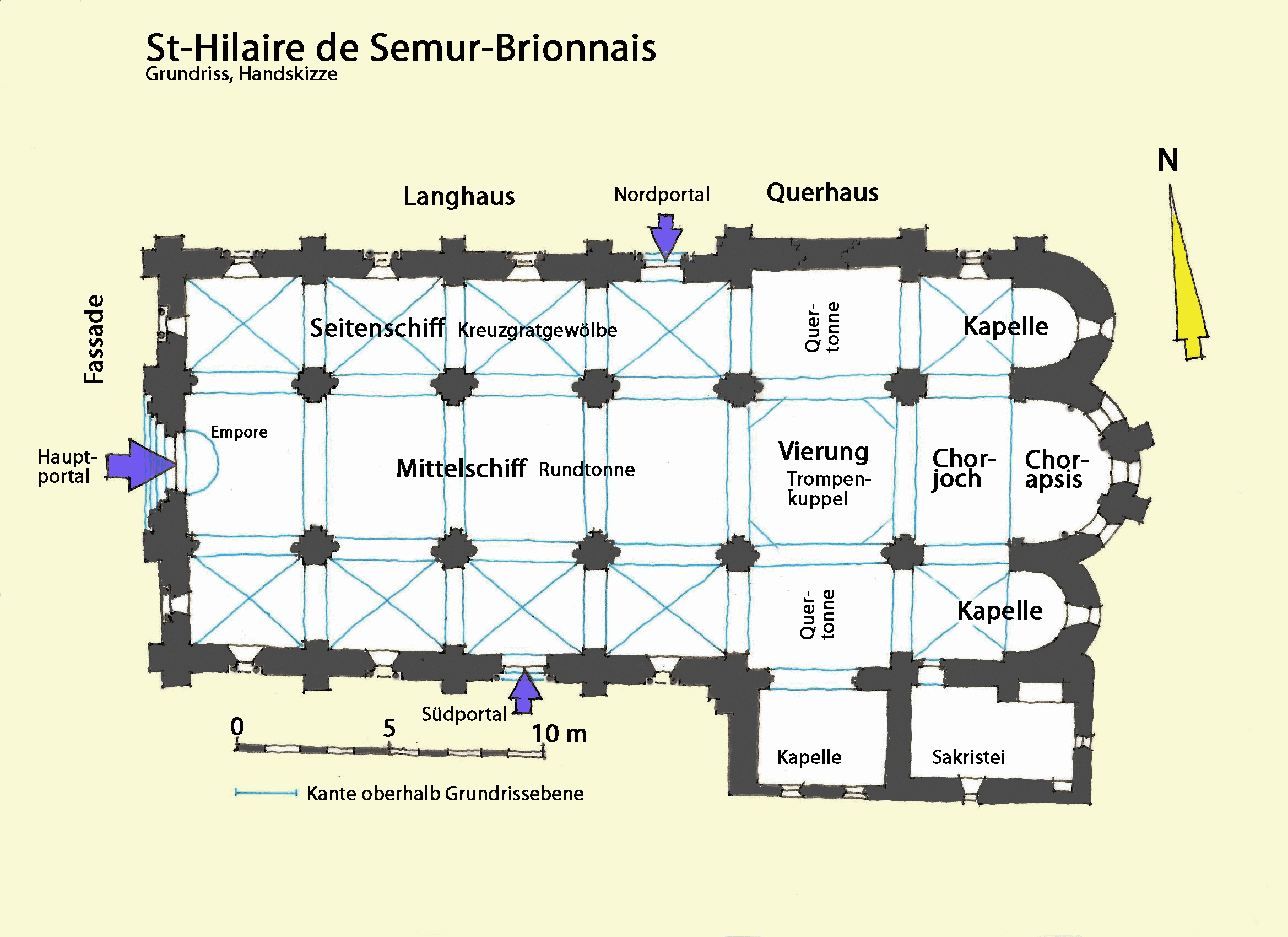
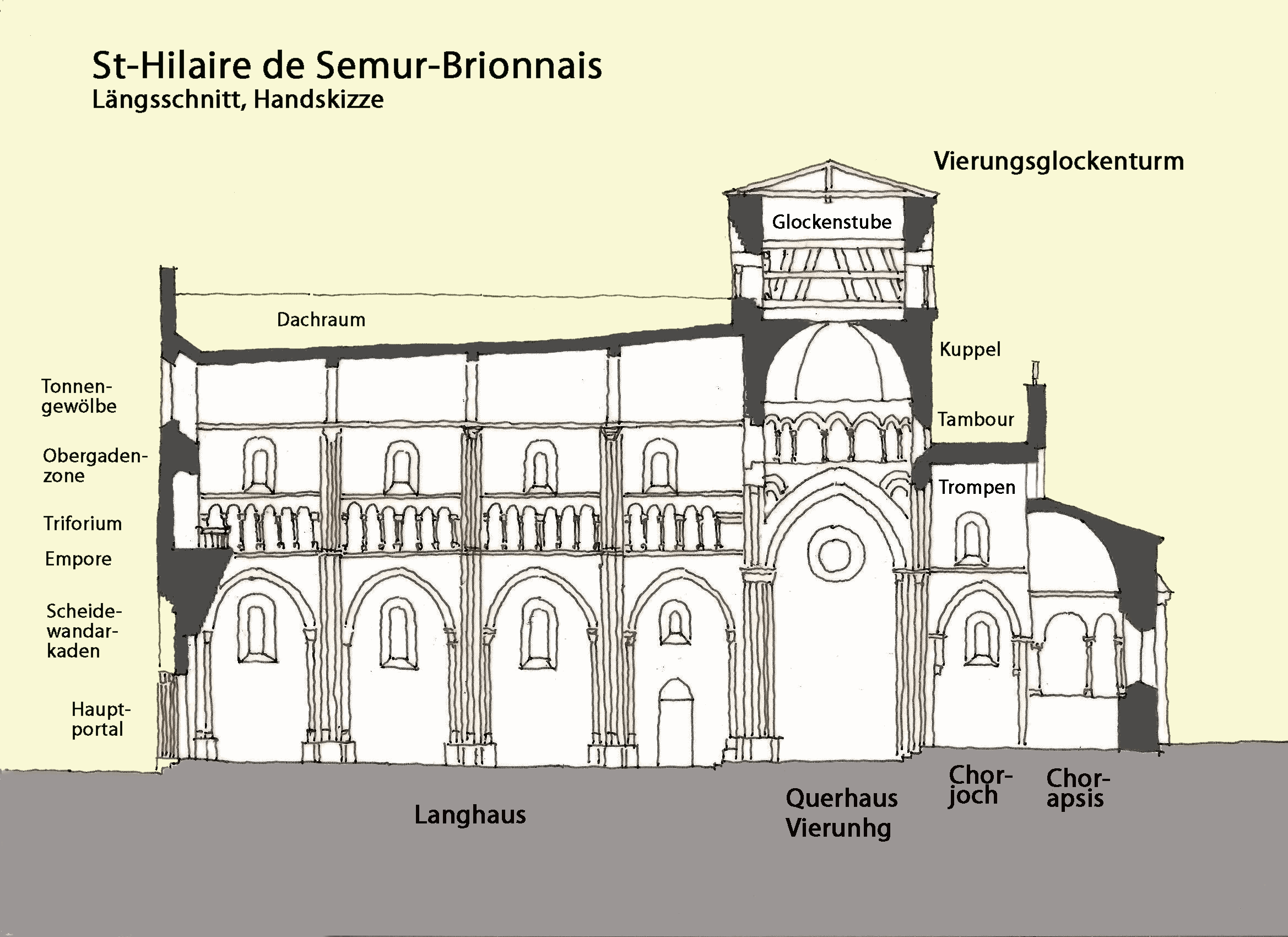

Abmessungen
zirka, aus Zeichnung entnommen und hochgerechnet, ohne Wandvorlagen
- Gesamtlänge (außen): 31,80 m
- Langhausbreite (außen): 13,80 m
- Langhauslänge (außen): 16,50 m
- Langhausbreite (innen): 12,10 m
- Langhauslänge (innen): 17,50 m
- Mittelschiffbreite (innen): 4,70 m
- Seitenschiffbreite (innen): 3,00 m
- Querhausvorsprung: 0,40 m
- Querhauslänge (innen): 13,00 m
- Querhausbreite (innen): 4,40 m
- Mittelschiffhöhe im Scheitel (innen): 12,30–13,30 m
- Kuppelhöhe: 13,60 m
- Chorjochhöhe im Scheitel: 8,70 m

### Äußere Erscheinung
Das Kirchengebäude wurde überwiegend aus mittelformatigen glatten Werksteinquadern aus hell beigefarbenem bis fast weißem Kalkstein in regelmäßigem Schichtenmauerwerk mit teils verschiedenen Schichthöhen gemauert. Lediglich für die zu Beginn der Bauarbeiten entstandenen Chorapsiden hat man kleinere Formate in teils auch unregelmäßigem Verband vermauert. An unterschiedlichen Partien zeigen die Steinoberflächen Verwitterungserscheinungen in mehr oder weniger dunklen Grautönen.

#### Langhaus und Fassade

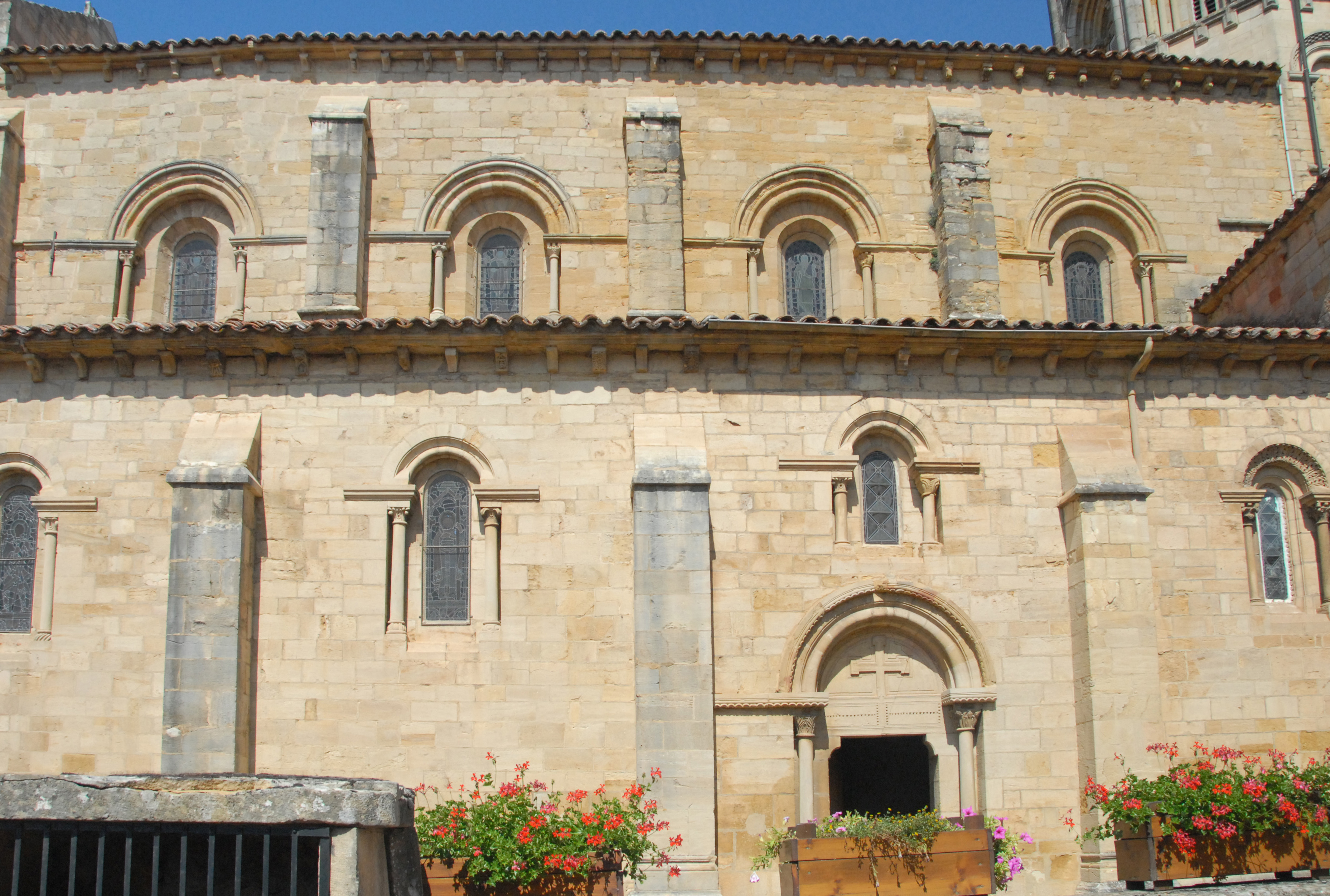
Langhaus von Süden

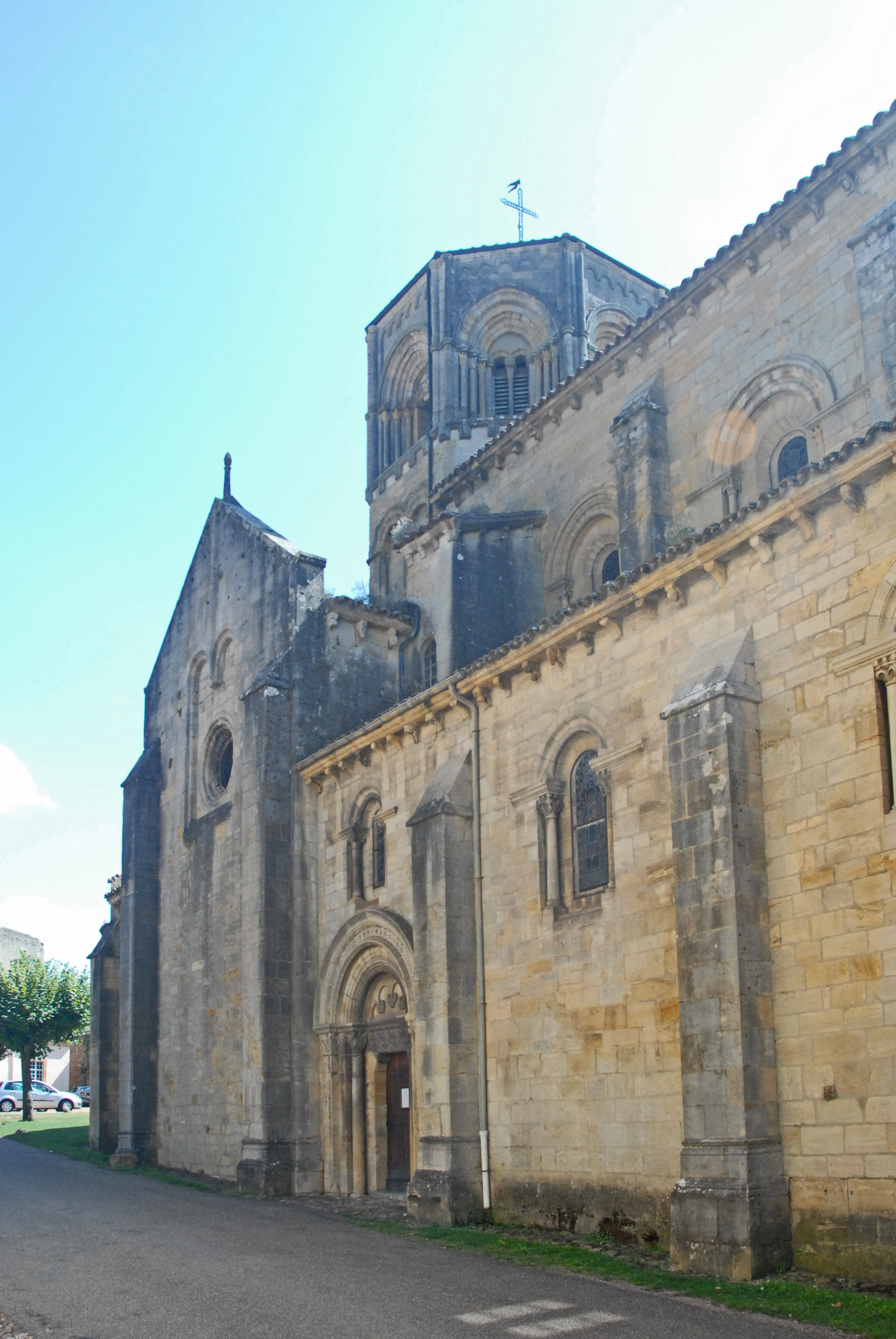
Lang- und Querhaus von Nordwesten

Die vertikale Teilung der Längswände des Langhauses entspricht der inneren Querteilung in vier Joche. Ebenso zeigt die Staffelung der Langhausdächer die innere Längsteilung in drei Schiffe. Mit ihrer Obergadendurchfensterung präsentiert sich die Kirche als echte Basilika. Das hoch über die Seitenschiffdächer aufragende Mittelschiff wird von einem Satteldach mit etwa dreißig Grad Neigung überdeckt, das mit roten Hohlziegeln im römischen Format eingedeckt ist, die auch Mönch-Nonnenziegel genannt werden. Die Seitenschiffe werden von Pultdächern in flacherer Neigung und mit derselben Eindeckung überdeckt. Die Traufen auf den Längsseiten bestehen aus kräftigen Gesimsplatten mit abgeschrägten mehrfach profilierten Sichtkanten, die auf zum Teil stark verwitterten Kragsteinen aufliegen: Sie sind meist schlicht skulptiert und nach innen ausgerundet. Einige weisen einfache Ornamente auf. Die unteren Reihen der Ziegeleindeckung liegen auf den Gesimsplatten auf und kragen leicht aus und das Regenwasser kann dort frei abtropfen.
Im Grundriss rechteckige Strebepfeiler der Seitenschiffe und des Mittelschiffs reichen mit ihren steil abgeschrägten Oberseiten bis etwa einen Meter unter die Traufen. In Höhe der Übergänge der Abschrägungen werden sie dreiseitig von schmalen Kragprofilen markiert. Ein solches Kragprofil gibt es etwa einen Meter über dem anschließenden Gelände beziehungsweise kurz über den Pultdachfirsten. Bei den Pfeilern im Erdgeschoss vergrößert sich ihr Querschnitt unter dem Kragprofil in zwei Stufen.
Im Erdgeschoss sind mittig in der oberen Hälfte der Wandabschnitte schlanke rundbogige Fenster ausgespart, die seitlich und oben von breiten rechtwinkligen Wandrückversätzen umgeben sind. In diese sind beidseitig Säulchen mit pflanzlich skulptierten Kapitellen und profilierten Basen eingestellt, auf denen unter den wandbündigen halbrunden Keilsteinbögen Archivoltenbögen aus Rundstabprofilen und breiten Kehlen stehen. Die Bogenansätze werden von doppelt profilierten Kämpfern markiert, deren Profile ein kurzes Stück über die Wandflächen reichen. Die Fenster in Joch drei der Südseite und Joch vier der Nordseite sind deutlich kleiner aber genauso gestaltet. Weil in diesen Jochen die Seitenportale eingelassen sind, sind diese Fenster ein Stück aufwärts verschoben. Die Öffnungen der Obergadenfenster sind etwa gleich groß wie die im Erdgeschoss. Ihre Wandrückversätze sind aber deutlich breiter, was die Fenster größer erscheinen lässt. Auf etwa den gleichen Säulchen stehen dreifach gestufte Archivoltenbögen, aus einem dickeren und zwei schlankeren Rundprofilen. Die Kämpferprofile werden bis gegen die Strebepfeiler geführt.

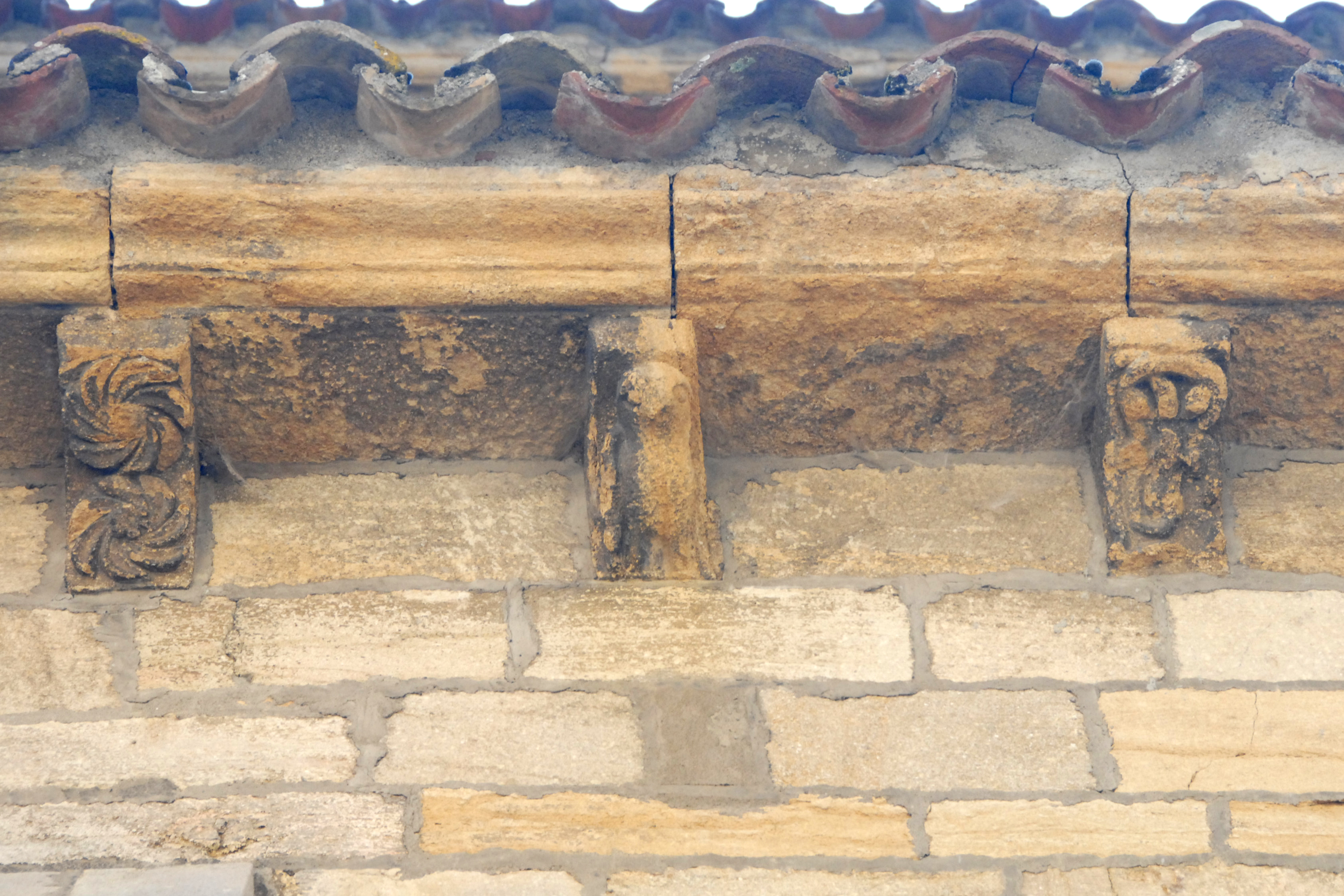
Traufgesims Langhaus

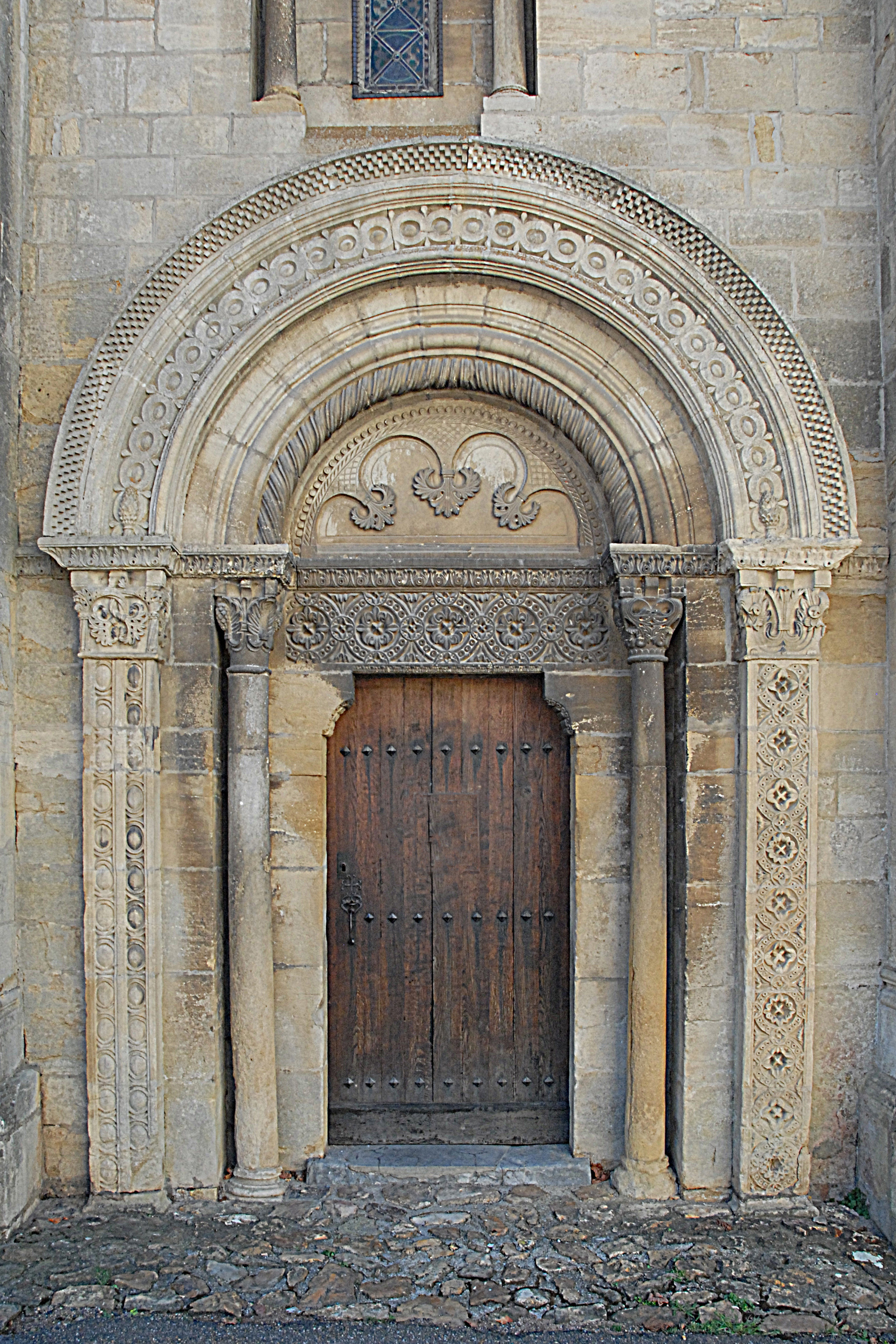
Nordportal

Das Nordportal im vierten Joch weist keinen figürlichen Skulpturenschmuck auf. In einem breiten Wandrückversatz sind beidseitig schlanke Säulen eingestellt, die mit pflanzlich skulptierten Kapitellen und profilierten Basen ausgerüstet sind. Auf ihnen stehen Archivoltenbögen aus einem spiralförmig gedrehten Rundstab und mehreren, unterschiedlich breiten Halbrundprofilen und Kehlen und ein wandbündiger Keilsteinbogen. Die Bogenansätze werden von Kämpfern markiert, deren Sichtprofil mit einem Blattfries geschmückt ist. Das Kämpferprofil wird über die seitlichen Pilaster und als Trennung zwischen Architrav und Tympanon weitergeführt. Der Architrav ist so hoch wie die Kapitelle und schließt die Türöffnung oberseitig ab. Seine Oberfläche ist feingliedrig mit geometrischen und pflanzlichen Flachreliefs dekoriert. Fünf Blütenrosetten werden von Kreisringen umschlossen. Die seitlichen Türlaibungen sind oben mit auskragenden Konsolen ausgestattet. Das Bogenfeld ist mit einem Flachrelief in Form eines Dreipasses dekoriert. Ein kurzes Stück neben den Kanten der Wandrückversätze ragen im Grundriss rechteckige Pilaster auf, die von Kapitellen und Kämpfern in gleicher Höhe wie die benachbarten bekrönt sind. Die Oberfläche des rechten Pilasters ist ähnlich der des Architravs dekoriert. Der linke Pilaster ist mit zwei parallel verlaufenden Eierstabprofilen geschmückt. Auf den Pilastern stehen zwei untereinander abgestufte Archivoltenbögen, mit geometrisch dekorierten Oberflächen, der innere mit einem Fries aus Kreisringen, der äußere mit einem vierstufigen Rollenfries, die jeweils innenseitig von mehrfachen feinen Rundstäben begleitet werden.

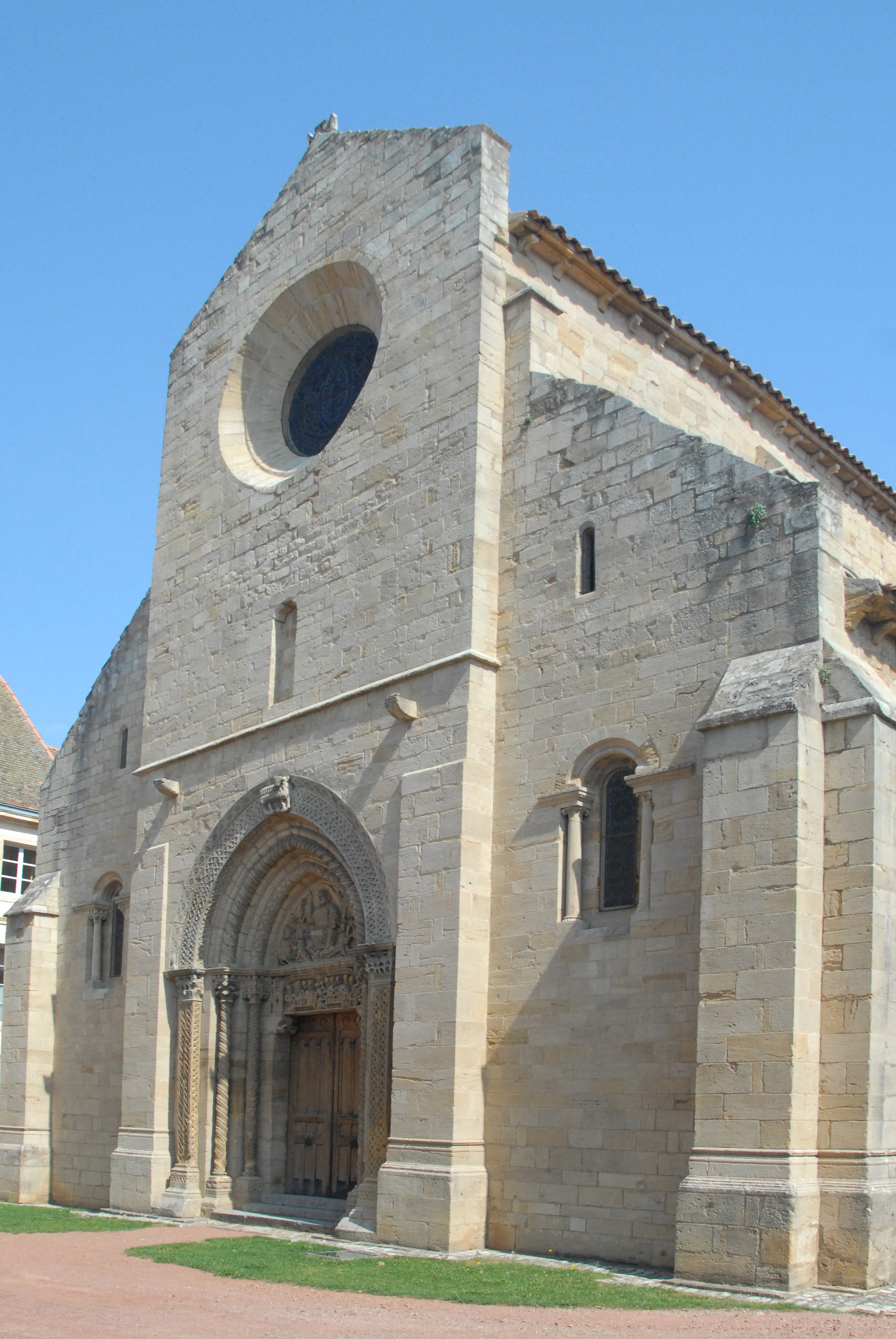
Fassade von Südwesten

Das Südportal im dritten Joch ist wesentlich schlichter gestaltet als das Nordportal. Das könnte damit zusammenhängen, dass sich auf der Südseite einmal die Konventsgebäude des Stifts befunden haben, hingegen sich das Nordportal zum öffentlichen Raum weist. In einem breiten Rückversatz stehen Säulen, wie beim Nordportal mit dreifach gestuften Archivoltenbögen aus unterschiedlich dicken Rundprofilen. Der mittlere ist in feine Rillen aufgelöst, der äußere zeigt einen ornamental strukturierten Fries. Die Kämpferprofile sind mit ähnlichen Friesen bestückt. Der rechte reicht bis unter den äußeren Archivoltenbogen, der linke wird bis gegen den Strebepfeiler geführt. Im Tympanon ist das Flachrelief eines Krückenkreuzes zu sehen, die Flächen des Architravs und des Bogenfeldes sind mit schlichten Oberflächenversätzen strukturiert.
Die Fassade im Westen des Langhauses ist vertikal in drei Abschnitte unterteilt, der mittlere schließt das Mittelschiff ab und tritt knapp so weit vor wie die Strebepfeiler der Fassade. Seitlich stehen die Stirnwände der Seitenschiffe. Der Fassadengiebel des Mittelschiffs überragt das Langhausdach um knapp einen Meter. Die Halbgiebel der Seitenschiffswände ragen ebenso über die flacheren Pultdächer und sind steil zum Mittelschiff hochgezogen, wo sie an kurze Strebepfeiler anlaufen. Die Gebäudeecken sind mit zwei über Eck stehenden Strebepfeilern bestückt. Etwa mittig in den Seitenschiffsfronten befindet sich jeweils ein Fenster, das wie die übrigen Fenster der Seitenschiffe gestaltet ist. Weiter oben ist noch jeweils eine kleine schlitzartige rundbogige Öffnung ausgespart.

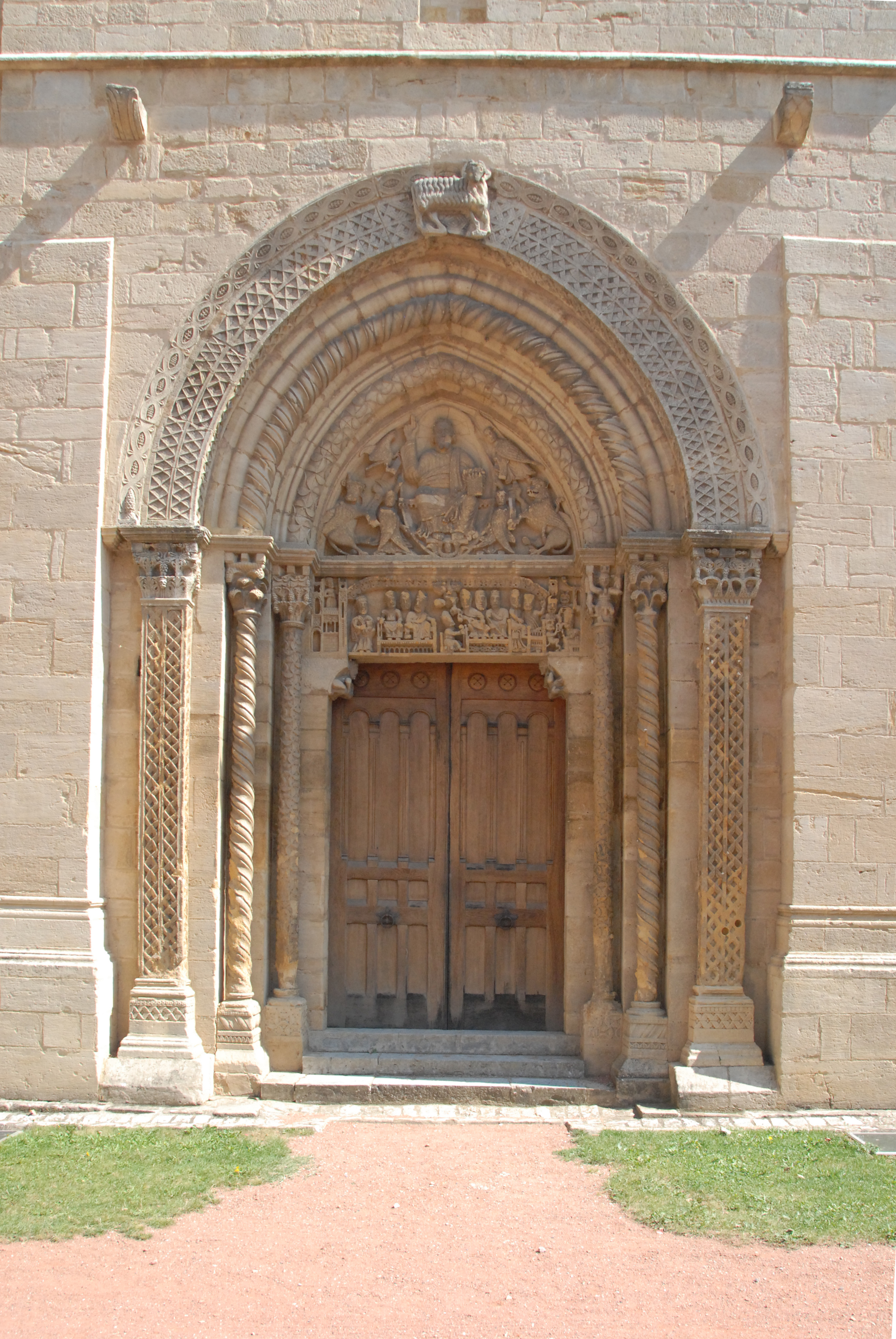
Hauptportal

Der mittlere Wandabschnitt der Fassade ist knapp unter der mittleren Höhe mit einem schmalen Gesims waagerecht unterteilt. Der untere Abschnitt enthält das Hauptportal, das von zwei Strebepfeilern flankiert wird, die etwas aus der Wandoberfläche vortreten. Kurz unter dem Gesims treten zwei Kragsteine hervor, die einmal einen kräftigen Holzbalken trugen, auf dem ein Pultdach auflag, das zu einer ehemaligen hölzernen Vorhalle gehörte. Knapp über dem Gesims ist mittig eine schlitzartige rundbogige Nische eingelassen. Weiter oben ist ein großes kreisrundes Rundfenster ausgespart, das durch die stark aufgeweitete Laibung riesig wirkt.

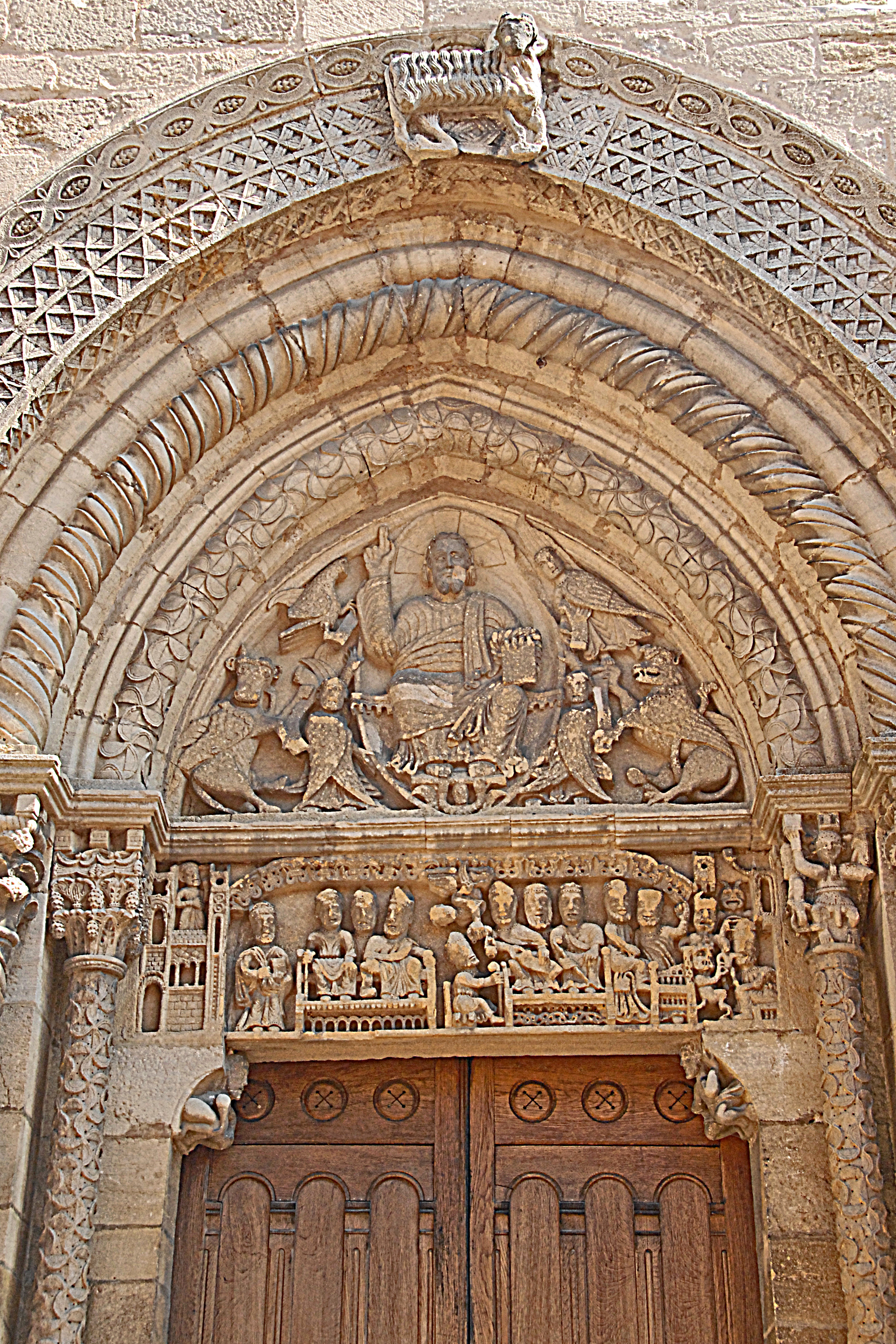
St-Hilaire, Archivolten, Tympanon und Sturz

Das Hauptportal in der Fassade besitzt figürlichen Schmuck an Sturz und Tympanon; die Säulen und Archivolten sind von kleinteiligen geometrischen Mustern gleichsam eingesponnen. In dreifach gestufte Gewände sind schlanke Säulen eingestellt. Die äußeren sind spiralförmig gedreht, die inneren dicht mit einem Teppich von Blumenrosetten bestückt. Sie sind mit skulptierten Kapitellen, profilierten Basen und mehrfach gestuften Plinthen ausgestattet. Die äußeren Kapitelle sind Blattkapitelle, das linke innere ist mit feingliedrigem Pflanzenwerk skulptiert. Das rechte innere zeigt eine ziegenbärtige hockende Person, unter deren kurzem Rock ein gewaltiges männliches Geschlechtsorgan hervorlugt. Auf den Säulen stehen spitzbogige Archivoltenbögen aus Rundprofilen. Der innere Bogen ist wie die zugehörigen Säulen mit Blumenrosetten bedeckt, der äußere ist spiralförmig gedreht. Die Archivoltenbögen werden außenseitig von schlichten schlankeren Rundprofilen und tiefer liegenden flachen Keilsteinen begleitet, der innere Archivoltenbogen innenseitig von einem Rundprofil. Mehrfach profilierte Kämpferplatten markieren die Höhe der Bogenansätze. Ihre Profile werden als Trennung zwischen Architrav und Tympanon eingesetzt und auswärts um die Pilaster herumgeführt. Den äußeren Portalrahmen bilden rechteckige Pilaster. Das Dekorationsmotiv der Oberflächen ist ein doppeltes Band eines Flechtwerks aus diagonal über Kreuz geführten Bändern. Die Skulptur der Kapitelle ist rein pflanzlich. Über den Kämpfern steigt ein Spitzbogen auf in Breite und Gestaltung der Pilaster. Dieser Bogen wird noch einmal überfangen von einem Profil, in dem zwei Bänder sich überschneiden und eine fortlaufende Reihe von spitz-ovalen Mandelformen bilden. Die Zwischenräume sind mit Pinienzapfen gefüllt. An den Bogenenden stehen kleine Pinienzapfen, im Scheitel erscheint ein Relief des Lammes Gottes.
Die Portalöffnung, in die eine zweiflügelige Holztür eingehängt ist, wird oberseitig vom Türsturz abgeschlossen. Er liegt beidseitig auf den Kragsteinen der Türlaibung auf, die mit Skulpturen von hockenden menschlichen Personen versehen sind, eines Mannes und einer Frau.
Der Türsturz und seine Reliefs sind der Geschichte des heiligen Hilarius gewidmet, des Schutzpatrons der Kirche. Ganz links außen ist ein Gebäudekomplex zu sehen, in dem eine kleine Figur steht. Die ganze Hauptszene wird überfangen durch ein Rankenband. Linker Hand steht Bischof Hilarius von Poitiers, in der Hand seine Schriften über die Trinität. Auf einer Empore thronen seine heftig diskutierenden Widersacher, während Hilarius ein Sitz verweigert wird. Darauf erhebt sich wunderbarerweise der Boden: Im Zentrum der Gesamtszene kauert der Bischof Hilarius auf dem erhöhten Boden, auf dem Kopf eine Mitra, aus dem Himmel kommt ein Engel, der Hilarius beweihräuchert. Weiter rechts erscheint der häretische Papst Leo, der auf dem Latrinenstuhl seine Seele aushaucht, die in Gestalt einer kleinen Figur aus dem Mund des Papstes hinausfährt und sogleich von mehreren Teufeln ergriffen wird. Hilarius verteidigte auf mehreren Konzilien die Lehre von der göttlichen Natur Christi gegen die Irrlehre des Arianismus. Die Geschichte vom Papst Leo, der gegen Bischof Hilarius kämpft und auf der Latrine verstirbt, beruht auf einer Verwechselung mit Hilarius von Arles, dem Widersacher Papst Leos I.
Die Figuren wirken etwas plump und ungelenk. Zunächst denkt man an frühromanische Arbeiten. Aber die betonte Plastizität der Reliefs ist erst eine Errungenschaft des 12. Jahrhunderts. Ihre Erschaffung wird in die zweite Hälfte des 12. Jahrhunderts eingestuft, als bereits die romanische Kunst in Burgund zu Ende ging.
Im leicht spitzbogigen Tympanon thront Christus In einer ovalen Mandorla, die mit der Rundung eines Kreuznimbus eine Einheit bildet. Sie wird von zwei sechsflügeligen Seraphim gehalten. In der Linken hält er das Buch des Lebens auf seinem Oberschenkel. Seine aufrecht gehaltene Rechte präsentiert den Segensgestus. Christus ist in ein wallendes fußlanges Gewand gekleidet. Seine nackten Füße ruhen auf einer Platte, die von einem Engelchen unterstützt wird. Der Thron wird beidseitig durch Stücke von kostbarem Schnitzwerk angedeutet. In den seitlichen Feldern des Tympanons sind die geflügelten Evangelistensymbole dargestellt: Ein Mensch versinnbildlicht Matthäus (oben rechts), der Löwe Markus (unten rechts), der Stier Lukas (unten links) und der Adler Johannes (oben links).
Das Lamm (Agnus Dei) im Scheitel der äußeren Archivolte ist ein Zitat vom Nordportal der Abtei Saint-Fortunat in Charlieu, dem die Portalplastik von St-Hilaire de Semur insgesamt verpflichtet scheint.

#### Querhaus mit Vierungsturm

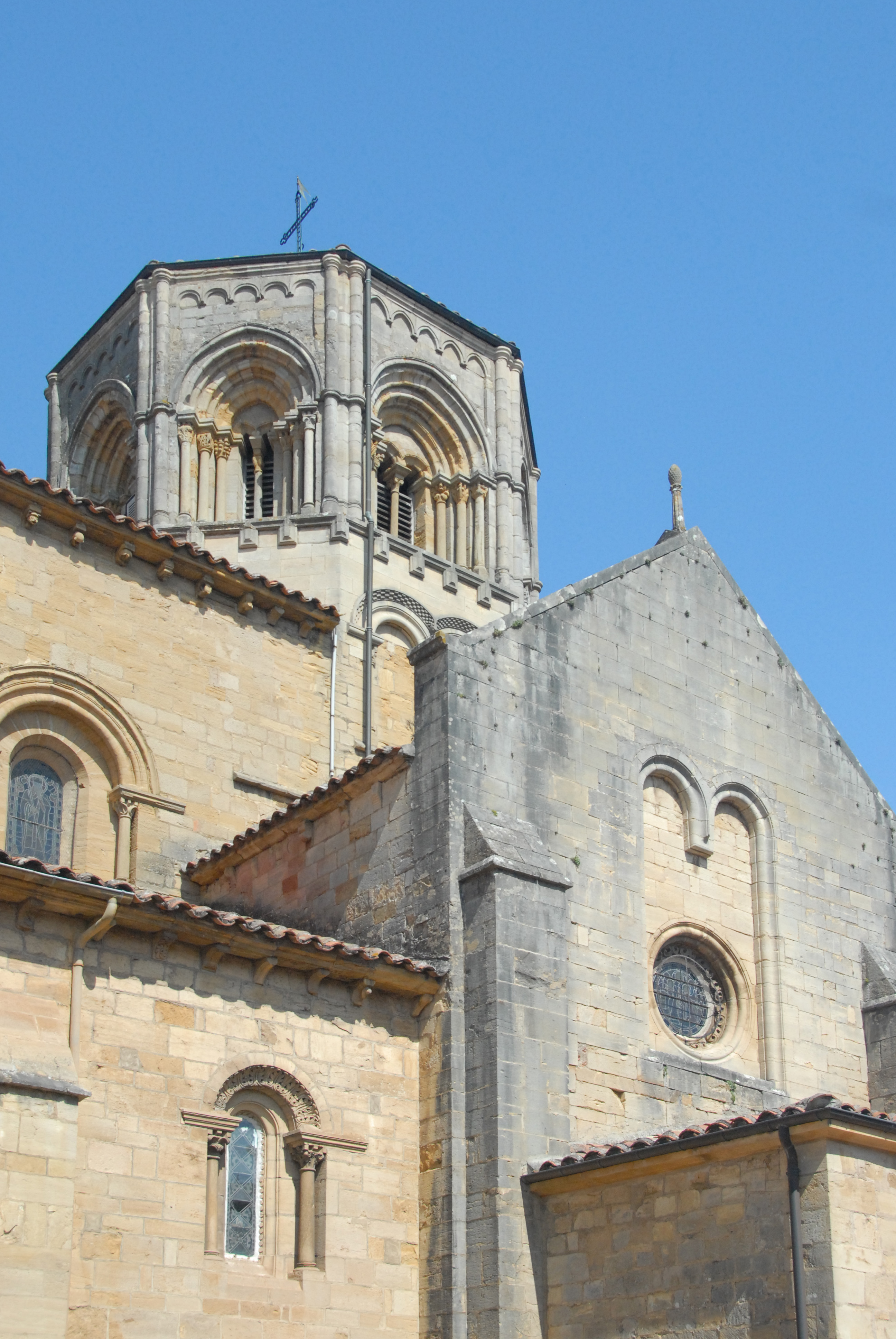
Querhaus und Turm von Süden

Das Querhaus ist etwa so breit wie das Mittelschiff und tritt gegenüber den Wänden der Seitenschiffe nur geringfügig vor. Oberhalb der Dächer der Seitenschiffe macht es sich aber deutlicher bemerkbar. Seine Traufen liegen ein Stück über den Putdachfirsten der Seitenschiffe und des Chorjochs. Die Querhausarme werden von flach geneigten Satteldächern überdeckt und sind wie das Langhaus eingedeckt. Ihre Traufausbildungen entsprechen fast denen des Langhauses, die Kragkonsolen am südlichen Querhausarm sind schlicht skulptiert und teilweise nicht mehr vorhanden, die am nördlichen sind figürlich skulptiert. Die Giebelwände der Querhausarme überragen in Traufnähe die Satteldächer um gut einen Meter. Durch die mit etwa 30 Grad größere Neigung der Giebeloberseiten wird der Überstand in Richtung First deutlich größer. Diese sind mit glatten wandbündigen Platten abgedeckt, die an den unteren Enden ein kurzes Stück waagerecht abschwenken. Knapp von den Kanten der Giebelwände abgerückt, stehen Strebepfeiler, wie sie vom Langhaus bekannt sind. Sie enden ein Stück unter den Traufhöhen der Querhausarme. Oberhalb der halben Giebelhöhe sind hochformatige Nischen ausgespart, die im oberen Bereich mit Zwillingsblendarkaden abschließen. Die Kanten der Nischen und Blendarkaden sind in Viertelrundstäben aufgelöst. Im unteren Nischenbereich ist je ein kreisrundes Ochsenauge ausgespart, dessen nach außen aufgeweitete Gewände in drei Rundstäbe aufgelöst ist, dessen innerer dekorativ skulptiert ist. Der äußere wird von einem schmalen Profil mit mehreren Rillen umschlossen. Auf den Giebelfirsten sind kleine, sich nach oben verjüngende Pylone aufgestellt, die eine Art Pinienzapfen tragen.
In den Ostwänden der Querhausarme befindet sich je ein rundbogiges Fenster mit ähnlicher Ausstattung wie bei denen des Langhauses.
Im Winkel zwischen nördlichem Querhausarm und der nördlichen Mittelschiffwand ragt aus dem Pultdach des Seitenschiffs ein Treppentürmchen hervor, das an die Mittelschiffwand angelehnt ist. Die Spindeltreppe beginnt wahrscheinlich in Höhe des Laufgangs des Triforiums und führt weiter hinauf zu oberen Dachräumen über den Gewölben und letztendlich zur Glockenstube im Vierungsturm.
Der zweigeschossige achteckige Vierungsturm schließt mit seiner Süd- und Nordseite oberflächenbündig in Verlängerung der Mittelschiffwände ab. Die westlichen drei Turmseiten des unteren Geschosses werden fast gänzlich von dem Anschluss des Mittelschiffs verdeckt, dessen First sogar noch etwas in die Klangarkade des oberen Geschosses hineinragt. Lediglich die übrigen fünf Seiten sind äußerlich sichtbar. Das untere Geschoss birgt im Wesentlichen die achteckige Vierungskuppel und den darunter befindlichen Tambour. Es ist deshalb bis auf drei kleine Fenster des Tambours knapp über den anschließenden Firsten geschlossen.
In jeder der fünf Seiten ist eine Zwillingsblendarkade eingelassen. Die Arkadenbögen bestehen aus zwei gebogenen Rundstäben, die von einem Kragprofil überfangen werden, das mit einem vierfachen Rollenfries überfangen wird. Sie stehen innen gemeinsam auf einem kannerlierten Pilaster mit Kapitell und außen auf Säulchen, die mit skulptierten Kapitellen und profilierten Basen ausgerüstet sind. Zweifach profilierte Kämpfer markieren die Bogenansätze und ihre Profile reichen bis zu den Kanten des Achtecks. Das Geschoss wird durch ein mehrstufiges Kraggesims auf ebensolchen Kragkonsolen abgeschlossen, das nicht mehr an romanische Formen erinnert.
Das obere Geschoss birgt die Glockenstube Seine acht Kanten werden flankiert von je zwei schlanken halbrunden Säulen, die auf dem Kraggesims stehen. Im Wandfeld dazwischen sind dreistufige Arkaden in Wandrücksprüngen eingelassen. Sie bestehen aus Säulchen mit skulptierten Kapitellen und profilierten Basen, auf denen angespitzte Bögen stehen, die aus breiten Hohlkehlen bestehen. Hinter der dritten Arkade folgt noch eine Zwillingsarkade mit glattem Bogenfeld. Deren kleine Rundbögen stehen jeweils gemeinsam auf einem Säulchen mit skulptiertem Kämpfer und profilierter Basis und außen auf doppelten Kämpferprofilen, die sich über alle Kapitelle und über die Säulen neben den Achteckkanten hinweg erstrecken. Die verbleibenden schlanken und kleinen Schallluken sind mit Klanglamellen ausgefüllt. Das Geschoss wird oberseitig durch ein doppeltes Kragprofil abgeschlossen, das auch um alle Säulen neben den Achteckkanten herumgeführt wird. Kurz darunter gibt es noch auf jeder Achteckseite eine kleine Blendarkatur aus fünf kleinen angespitzten Bögen.

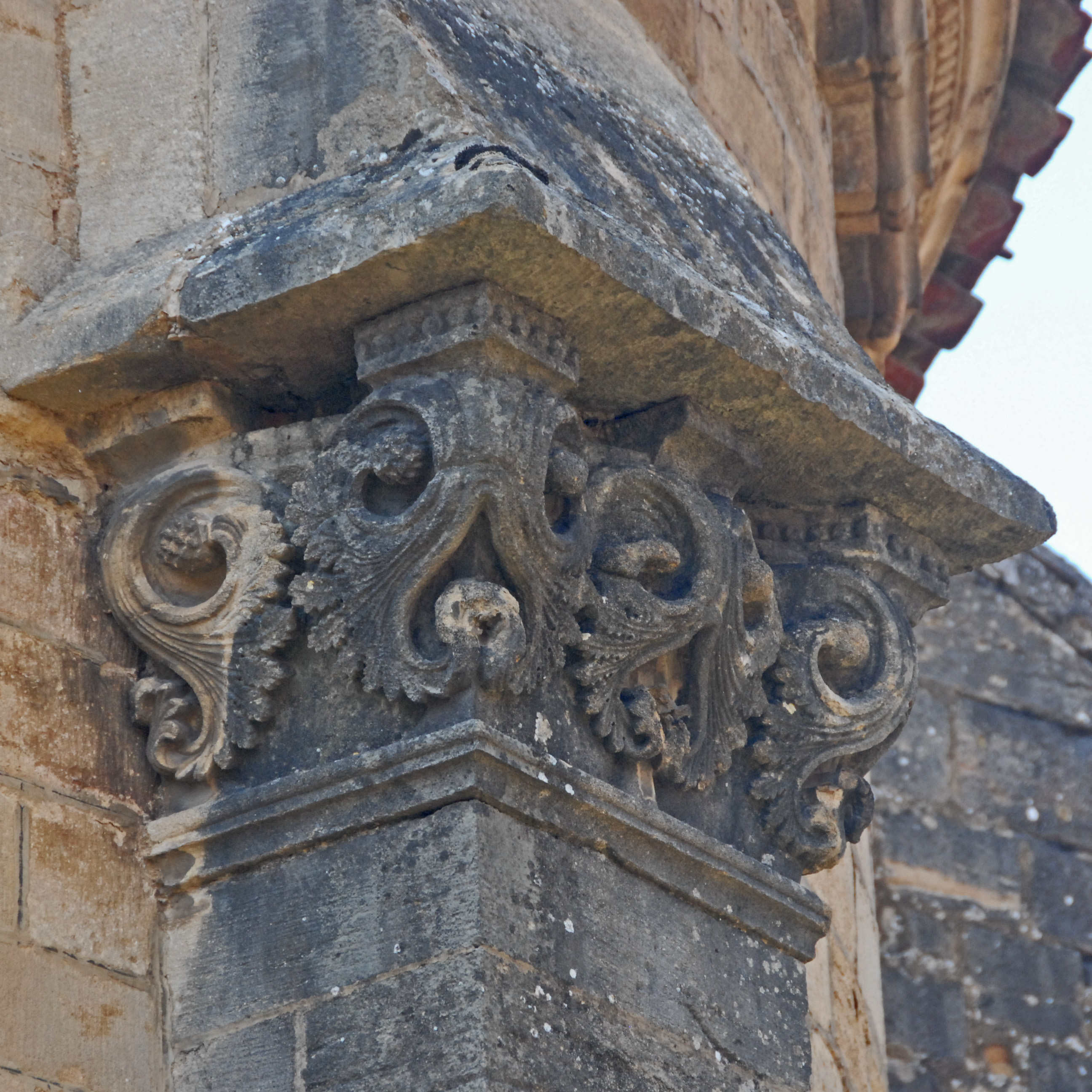
Strebepfeilerkopf Chorapsis

Das Dach des Turms hat die Form einer achteckigen Pyramide mit äußerst flach geneigten Seiten. Es ist mit den roten Ziegeln wie die der übrigen Dächer eingedeckt. Sein First wird von einem feingliedrigen Metallkreuz bekrönt.

#### Ostabschluss (Chorjoch mit Chorapsiden)

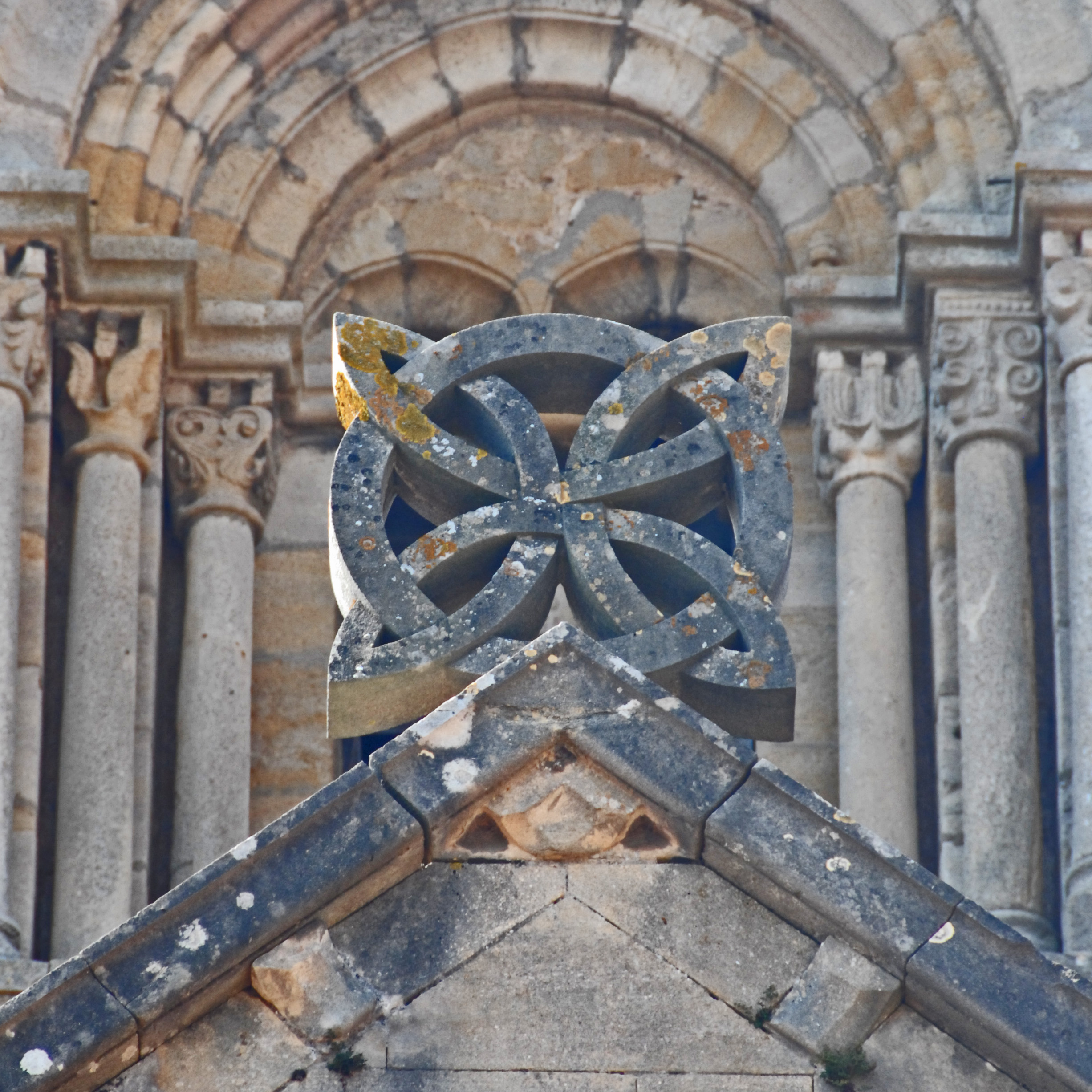
Skulptur auf Chorfirst

Das Chorjoch ist wieder dreischiffig, im Aufriss vergleichbar mit dem des Mittelschiffs. Allerdings ist hier das Mittelschiff etwa nur so hoch, wie die Querhausarme. Sein Satteldach entspricht in Neigung, Höhenlage, Eindeckung und Traufausbildung dem des Querhauses. Seine Pultdächer entsprechen denen der Seitenschiffe des Langhauses. In den Wänden des Erdgeschosses und der Obergaden befindet sich je ein rundbogiges Fenster mit ähnlicher Ausstattung wie bei denen des Langhauses. Das ehemalige Fenster im Erdgeschoss des südlichen Chorjochs ist dem späteren Anbau der Sakristei zum Opfer gefallen. Die Chorjoche werden im Osten abgeschlossen durch eine wieder über die Dachflächen hinausragende Wand. Die oberen Wandabschlüsse verlaufen steiler als die anschließenden Dachflächen. Der mittlere Teil dieser Wand weist große Ähnlichkeiten mit den Giebelwänden der Querhausarme auf. Das gilt auch für die Nische und das Ochsenauge. Der Giebelfirst wird bekrönt von einer Skulptur aus scheinbaren Flechtbändern in Form einer vierblättrigen Rosette, die von einem kleineren Kreisring verbunden wird. Dort, wo die Bänder sich kreuzen, wechseln sie stets von einer Überschneidung zu einer Unterschneidung und umgekehrt.
Die drei Chorapsiden stehen in Verlängerung der drei Schiffe des Chorjochs vor dessen Giebelwand. Die mittlere ist deutlich umfangreicher, vor allem höher, als die beiden äußeren. Sie wird von einem flach geneigten Dach in Form eines halben Kegels überdacht. Ihre Traufe besteht aus einem abgeschrägten profilierten Kraggesims mit einem schmalen Scheibenfries, der von einer rundbogigen Zwergblendarkatur unterstützt wird. Die gerundeten freien Wandflächen sind durch im Querschnitt rechteckige Strebepfeiler in etwa drei gleiche Abschnitte unterteilt. Diese reichen mit bis kurz unter das Traufgesims und verringern knapp über der halben Höhe ihren Querschnitt. Die Köpfe der Strebepfeiler sind mit steilen Abschrägungen abgedeckt, die allseits auskragen. Darunter befinden sich große rechteckige Kapitelle, die mit feingliedrigen Pflanzenstrukturen dekoriert sind. Zwischen den Pfeilern sind eher im unteren Wandbereich schlanke rundbogige Fenster ausgespart. Die äußeren Apsiden kommen ohne Strebepfeiler aus. Sie werden von flach geneigten Dächern in Form von einem Viertelkegel überdeckt, der in Richtung Mittelapsis in ein Stück Pultdach übergeht. Die Dacheindeckung entspricht denen der übrigen Dächer. Das Traufgesims mit profilierter schräger Sichtkante liegt auf schlicht skulptierten nach innen ausgerundeten Kragsteinen. Lediglich im Scheitel der Apsiden ist je ein rundbogiges Fenster ausgespart, das kleiner ist als in der Mittelapsis.

#### Spätere Anbauten

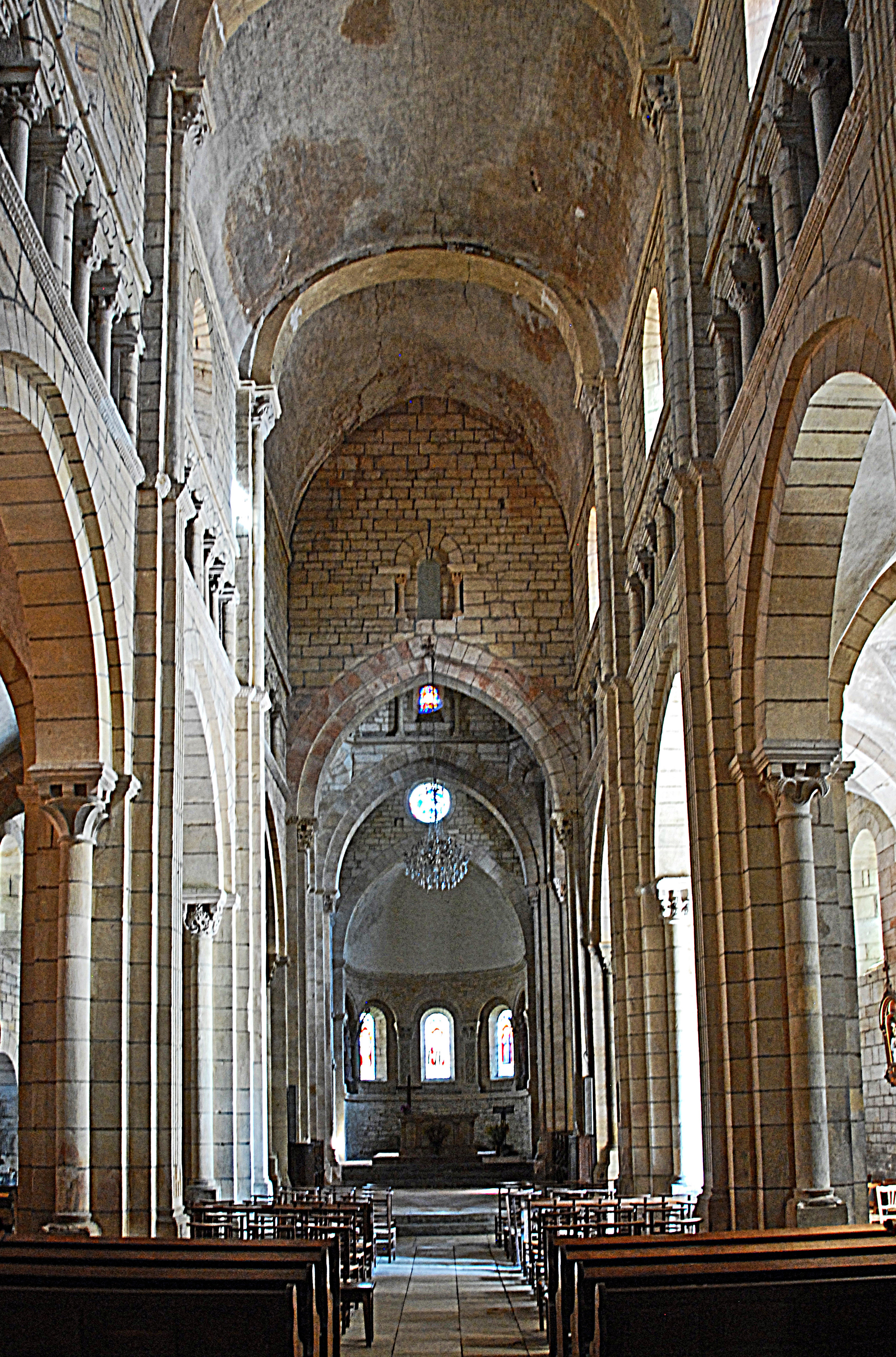
Mittelschiff zum Chor

Auf der Südseite der Kirche ist wahrscheinlich in der Neuzeit im Anschluss an das Querhaus und an die südliche Chorkapelle ein erdgeschossiger Baukörper angebaut worden. Er birgt etwa hälftig eine Kapelle und eine Sakristei. Seine Traufen liegen ein Stück tiefer als die Höhe der südlichen Apsis. Er wird von einem Pultdach überdeckt, das an den Kopfenden abgewalmt ist und sich an die aufgehenden Bauteile der Kirche anschmiegt. Die Dacheindeckung entspricht den übrigen. Das schlichte Traufgesims ist unterseitig teils flach, andererseits aber auch abgeschrägt. Die östliche Sakristei besitzt je ein kleines rundbogiges Fenster auf der Ost- und Südseite, die Kapelle nur auf der Südseite zwei etwas größere rundbogige Fenster. Nicht nur an den unterschiedlichen Fenstergrößen, sondern auch am verschiedenartigen Mauerwerk und an den Traufgesimsen lässt sich erkennen, dass die Kapelle und die Sakristei in zwei zeitlich getrennten Bauabschnitten entstanden sind.

### Inneres
Nahezu alle Wände, Pfeiler, Vorlagen, Bögen und anderes wurden aus glatten, mittel- bis großformatigen Werksteinen aus hellen, fast weißen, schwach beigefarbenen Kalksteinquadern in regelmäßigem Schichtenverband gemauert. Bei den Chorapsiden wurden auch kleinere Steinformate verwendet. Alle Gewölbeoberflächen und die Gurtbögen im Mittelschiff sind mit glatt abgeriebenem naturfarbenem Verputz bekleidet.

#### Langhaus

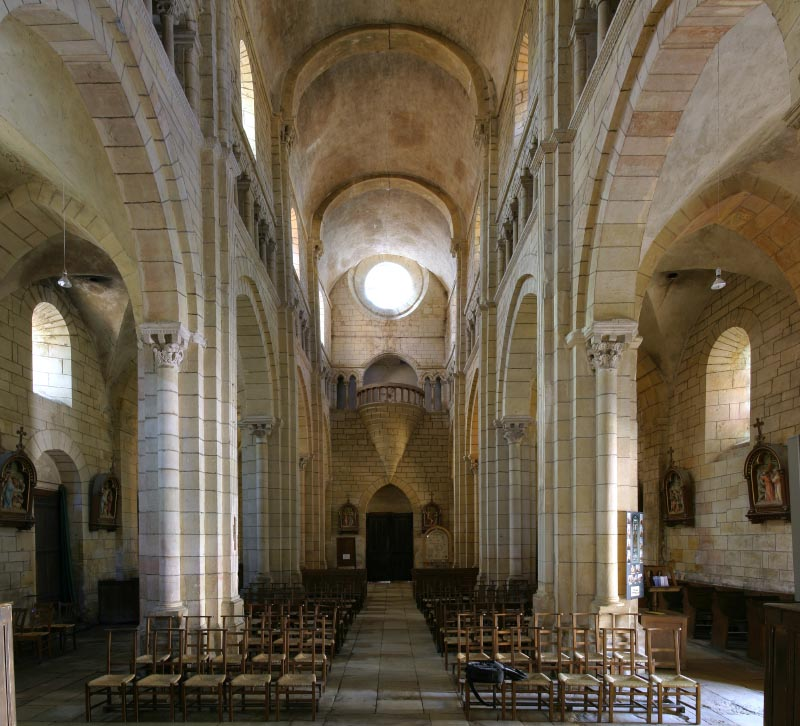
Hauptschiff nach Westen

Das Langhaus steht auf einem rechteckigen Grundriss und ist in Längsrichtung in drei Schiffe und in Querrichtung in vier Joche unterteilt. Es zeigt den typischen basilikalen dreizonigen Cluny-Aufriss.
Die Unterteilung in Schiffe erfolgt durch die beiden Scheidewände, die auf kräftigen Pfeilern stehen. Diese übernehmen zusammen mit den aus ihnen vortretenden Pfeilervorlagen und den darauf stehenden Gurtbögen die Unterteilung in Joche.
Die Pfeiler besitzen kreuzförmige Kerne mit etwa gleichen Armen oder Vorlagen. Sie stehen auf knapp einen Meter hohen Sockeln, mit ebenfalls kreuzförmigem, aber allseits vergrößertem Querschnitt. Die Scheidewände öffnen sich im Erdgeschoss aus dem Mittelschiff zu den Seitenschiffen über große Arkaden mit angespitzten Rundbögen, deren mittelschiffseitige Kanten scharfkantige Rückversätze aufweisen. Diese stehen auf halbrunden Diensten, die mit meist pflanzlich skulptierten Kapitellen, mehrfach profilierten Kämpfern und hohen Plinthen ausgerüstet sind. Die Kämpfer werden jeweils seitlich um die nächste Pfeilerkernkante herumgeführt. Die mittelschiffseitige Vorlage des Pfeilerkerns wird über die ganze Wandhöhe des Mittelschiffs bis zu den Gewölbeansätzen geführt. Bis in Höhe der ersten Geschossteilung, knapp über den Scheiteln der äußeren Keilsteinbögen, reichen die den Vorlagen vorgeblendeten kannelierten Pilaster, die mit profilierten Kämpfern und Basen ausgerüstet sind. Letztere stehen auf hohen Plinthen. Das abgeschrägte Kämpferprofil, mit doppelten Scheibenfriesen, wird über die ganze Jochbreite geführt und schließt das Erdgeschoss ab.

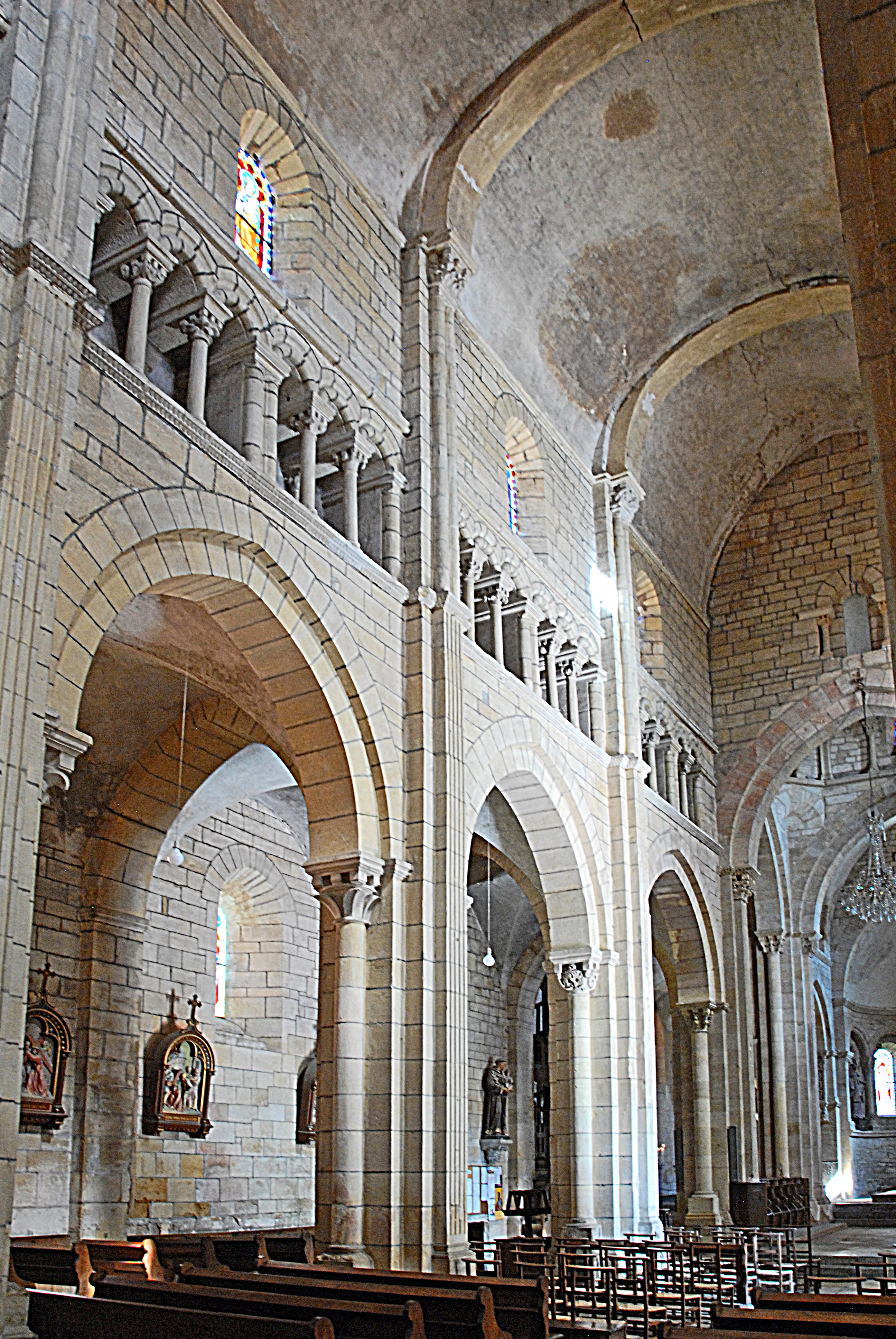
St-Hilaire, Nordwand Mittelschiff, Joche 2-4

Das zweite Geschoss ist das Triforium und besteht aus einer Reihung von Drillingsarkaturen, zwischen dem Erdgeschoss und der Obergadenzone.
Hinter den Arkaden befindet sich ein schmaler Laufgang, der von einer geschlossenen Wand zum Dachraum der hier anschließenden Pultdächer abgegrenzt wird. In jedem Joch sind zwei rundbogige Drillingsarkaden untergebracht. Ihre Bögen sind mehrfach profiliert und stehen jeweils gemeinsam auf Säulchen, mit skulptierten Kapitellen, profilierten Kämpfern und Basen. Die äußeren Bogenenden stehen auf im Querschnitt rechteckigen Pfeilern beziehungsweise Wandvorlagen, deren Sichtseiten mit Halbsäulen verkleidet sind. Auch ihre Bogenansätze werden von Kämpfern markiert. Die Kapitelle und Bogenwölbungen reichen hinter den Säulen bis zur Wand des Laufgangs. Unmittelbar über den äußeren Scheiteln Keilsteinbögen wird das Geschoss mit einem doppelten Rundprofil abgeschlossen.
Das dritte Geschoss ist die Obergadenzone. Mittig in jedem Joch ist ein rundbogiges Fenster ausgespart, dessen Gewände und die Brüstung nach innen leicht aufgeweitet sind. Über den äußeren Scheiteln der Keilsteinbögen schließt ein Kragprofil das letzte Geschoss ab, dass auch über Vorlagen und Kapitelle als Kämpfer herumgeführt wird.
In Fortsetzung der Pilaster des Erdgeschosses sind im zweiten und dritten Geschoss den Pfeilervorlagen zwei nebeneinander stehende halbrunde junge Dienste vorgeblendet, die von gemeinsamen skulptierten Kapitellen gekrönt werden. Auf ihnen stehen im Querschnitt rechtwinklige und scharfkantige Gurtbögen, die das Tonnengewölbe in vier Abschnitte unterteilen.
Das heute vorhandene Gewölbe in Form einer Rundtonne mit seinen Gurtbögen ist ein Werk des 19. Jahrhunderts. Warum damals die Erneuerung erforderlich wurde und warum nicht in der ursprünglichen Form einer angespitzten Rundtonne, geht aus den Quellen nicht hervor. Auf der Wand zur Vierung ist noch eine leichte Anspitzung zu erkennen.
Was man erst in einem Längsschnitt durch das Langhaus erkennt, ist eine kontinuierliche Zunahme der Scheitelhöhe das Gewölbes, vom Beginn des ersten bis zum Ende des letzten Jochs steigt sie um etwa einen Meter an, aber bei waagerecht bleibenden Gewölbeansätzen. Das ist aber nicht mit rein halbkreisförmigen Wölbungen zu bewältigen. Man half sich dadurch, dass man zu Beginn im ersten Joch eine segmentbogenförmige Wölbung wählte, die sich über eine halbkreisförmige bis hin zu einer gestelzten Wölbung am Schluss im vierten Joch entwickelt.
In der Westwand des Mittelschiffs ist die rechteckige Türöffnung des Hauptportals ausgespart. Sie wird von einem angespitzten Bogen überspannt, der ein etwas zurücktretendes ebenes Tympanon enthält.

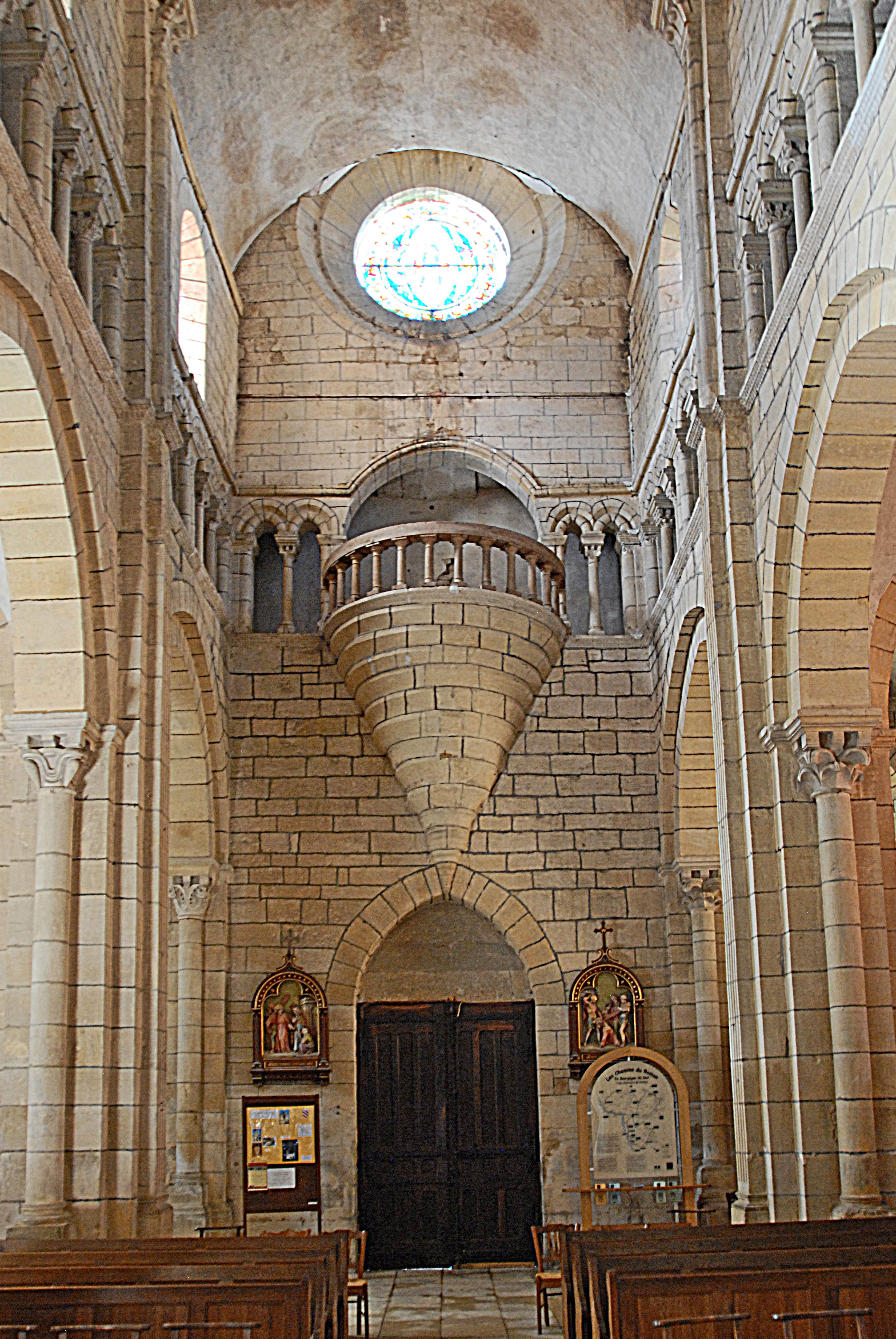
Mittelschiff, Westwand

In Höhe der Triforien sind die Laufgänge untereinander verbunden. Eine größere rundbogige Öffnung in der Mitte wird beidseitig von Biforien oder Zwillingsarkaturen flankiert, deren Gestaltung den Triforien der Seitenwände entspricht. Vor der großen Öffnung kragt ein Erker in Form eines auf den Kopf gestellten halben Kegels aus. Seine Wandungen sind schichtenweise leicht abgestuft und sein unteres spitzes Ende bildet gleichzeitig den Schlussstein des Portalbogens. Auf dem Rand des Erkers steht eine Balustrade aus Holz und macht aus dem Erker eine Empore, deren wahrscheinliche Aufgabe im Abschnitt „Geschichtliches“ erklärt wird.
Ganz oben unmittelbar unter dem Gewölbescheitel ist ein großes kreisrundes Ochsenauge ausgespart, dessen Gewände auch nach innen stark aufgeweitet und einmal abgestuft sind.
In der Ostwand des Mittelschiffs öffnet sich in ganzer Breite des Mittelschiffs eine große Arkade, deren angespitzter Bogen beidseitig Kanten mit scharfkantigen Rückversätzen aufweist und auf kannelierten Pilastern aufsteht, die mit skulptierten Kapitellen, profilierten Kämpfern und Basen auf hohen Plinthen ausgerüstet sind. Die Kämpferprofile liegen ein kurzes Stück unter dem das Erdgeschoss begrenzenden Kämpferprofil und werden bis um die Pfeilervorlage herumgeführt. Knapp über dem Scheitel des äußeren Keilsteinbogens ist eine kleine rundbogige Öffnung ausgespart, an dessen Seiten in Wandrücksprüngen kleine Säulchen eingestellt sind, die mit skulptierten Kapitellen, profilierten Kämpfern und Basen ausgestattet sind. Diese Öffnung wiederholt sich im Tambour der Vierung auf den übrigen drei Seiten als Fensterchen.

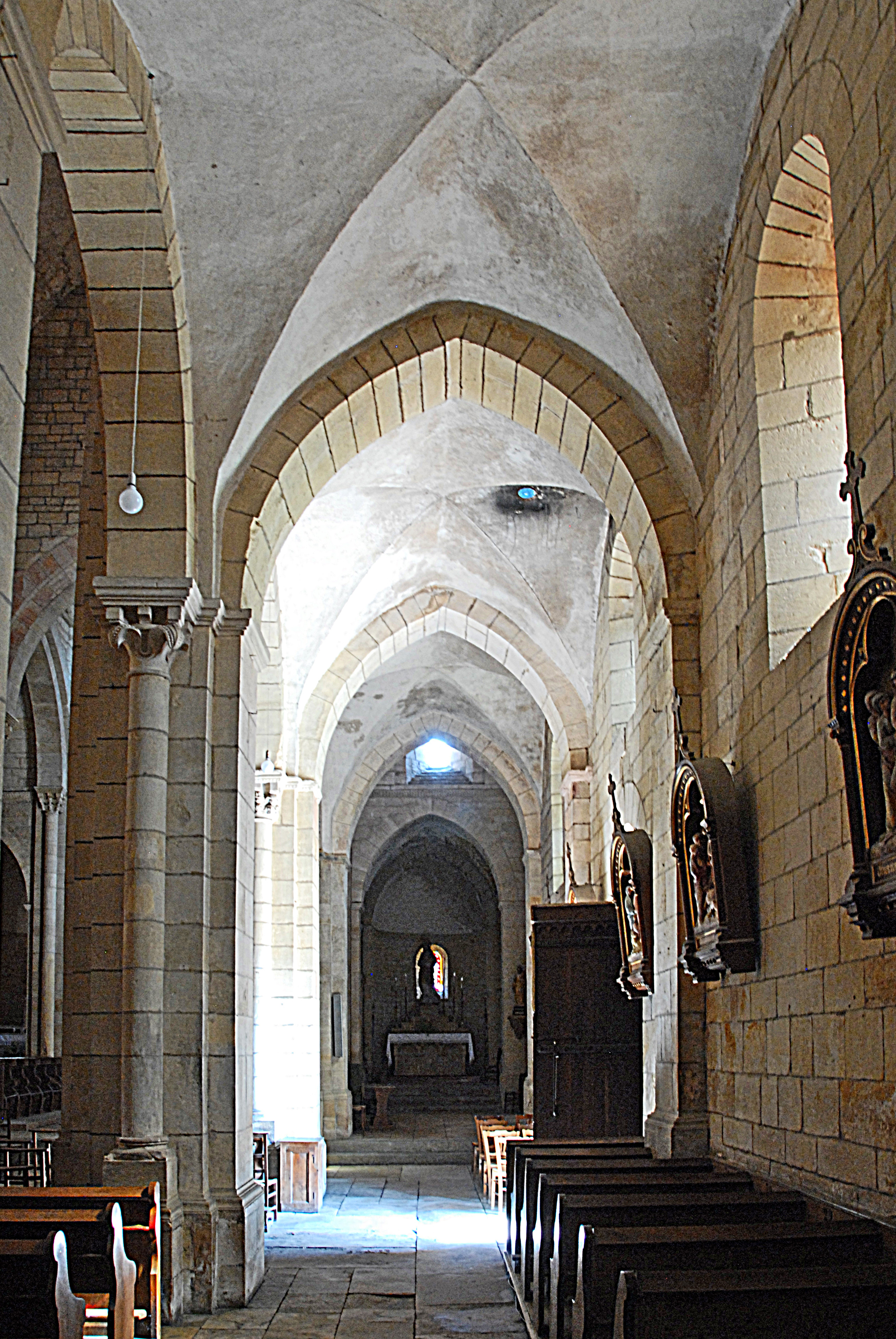
Südl. Seitenschiff zum Chor

In den Seitenschiffen stehen den im Querschnitt rechteckigen Pfeilervorlagen auf den Außenwänden entsprechende Wandvorlagen gegenüber, mit gleichen Kämpfern und hohen Sockelerweiterungen. Auf ihnen ruhen angespitzte scharfkantige Gurtbögen. Die rechteckigen Gewölbefelder werden von Kreuzgratgewölben überdeckt, deren Zwickel ein kurzes Stück über und parallel zu den Laibungen der Arkadenbögen der Scheidewände und der Gurtbögen gegen die umgebenden Bauteile stoßen.
In jedem Joch und in der westlichen Kopfwand der Seitenschiffe ist je ein schlankes rundbogiges Fenster ausgespart, dessen Laibungen und Brüstung nach innen leicht aufgeweitet sind. Auf der Südseite in Joch drei und auf der Nordseite in Joch vier sind rechteckige Türöffnungen ausgespart, die von angespitzten Bögen überfangen werden, die ein flaches Tympanon überspannen. Darüber ist ein deutlich kleineres rundbogiges Fenster angeordnet. An den Ostenden schließen die Seitenschiffe mit den gleichen Arkaden ab, wie sie als Jochteilung eingesetzt werden.

#### Querhaus mit Vierung

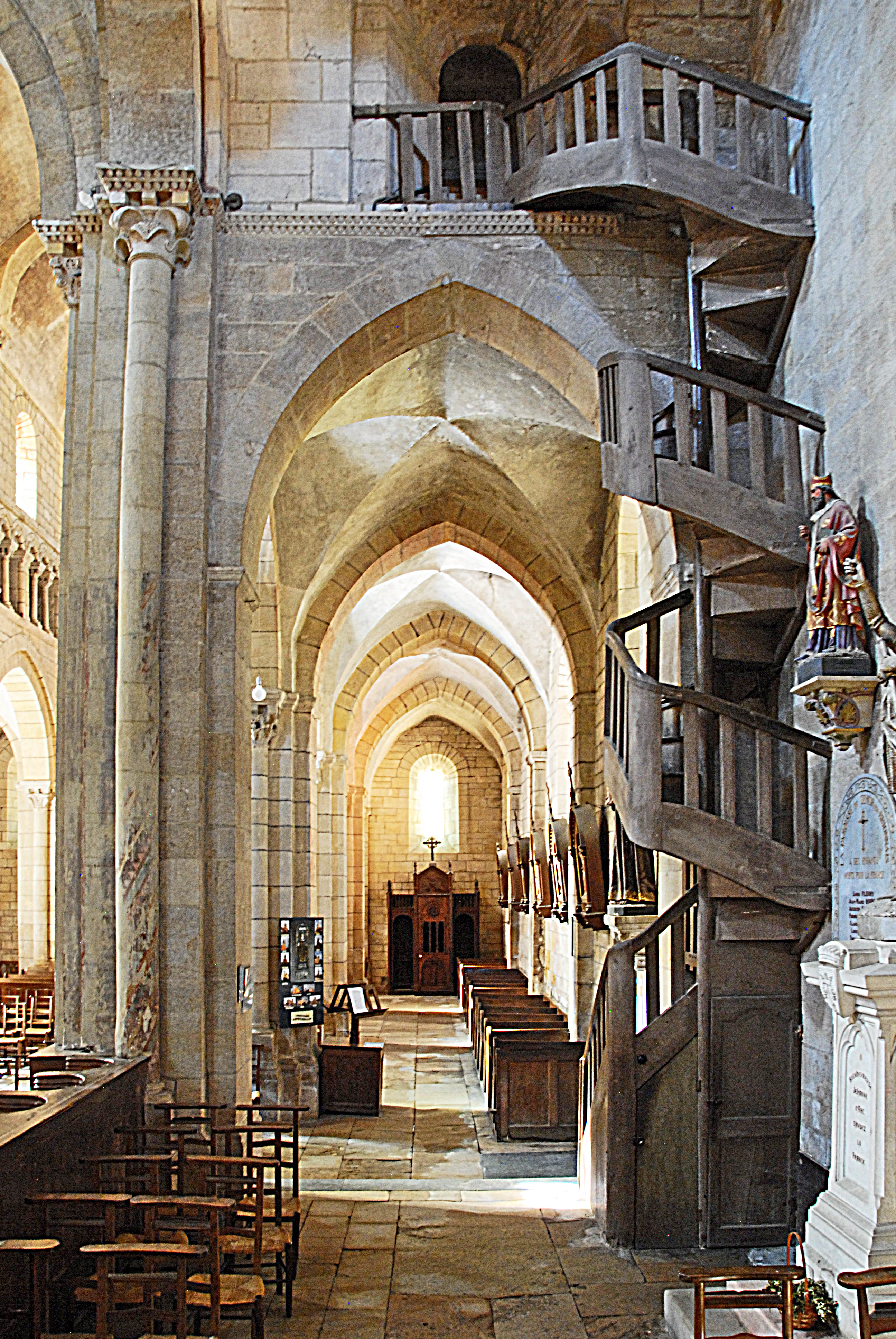
Nördl. Seitenschiff aus Querhaus

Die Querschiffarme stehen in Verlängerung der Seitenschiffe und sind in Querrichtung zum Langhaus nur etwa 45 Zentimeter größer, als diese breit sind. In Längsrichtung sind sie fast genauso groß, wie das Mittelschiff breit ist. Sie werden von angespitzten Quertonnen überwölbt, deren Ansätze durch ein Kragprofil mit doppeltem Rollenfries markiert werden, das in Höhe der Kämpfer der Vierungskapitelle liegt. Die Arkaden zu den Seitenschiffen des Chorjochs und des Langhauses entsprechen denen der jochteilenden Arkaden der Seitenschiffe. Die Arkaden zur Vierung entsprechen denen zwischen Mittelschiff oder Chorjoch und Vierung, allerdings sind hier statt der Pilaster halbrunde Dienste vorgeblendet. In den Kopfwänden ist oberhalb der Höhe der Gewölbeansätze je ein kreisrundes Ochsenauge ausgespart, dessen Gewände zweifach abgestuft ist. Auf den Ostseiten ist oberhalb der Gewölbeansätze je ein rundbogiges Fenster ausgespart mit nach innen aufgeweiteten Gewänden, an dessen Keilsteinbogen eine halbrunde Stichkappe anschließt. Im nördlichen Querschiffarm ist auf der Westseite ein rundbogiger Durchlass ausgespart, zu dem eine hölzerne Spindeltreppe hinaufführt, der einen Zugang zum Laufgang hinter den Triforien erlaubt. Auch diese Öffnung wird von einer Stichkappe überwölbt. In der Giebelwand des südlichen Querhausarms ist eine angespitzte Arkadenöffnung ausgespart, die eine Kapelle im südlichen Anbau erschließt, die von zwei kleinen rundbogigen Fenstern belichtet wird.

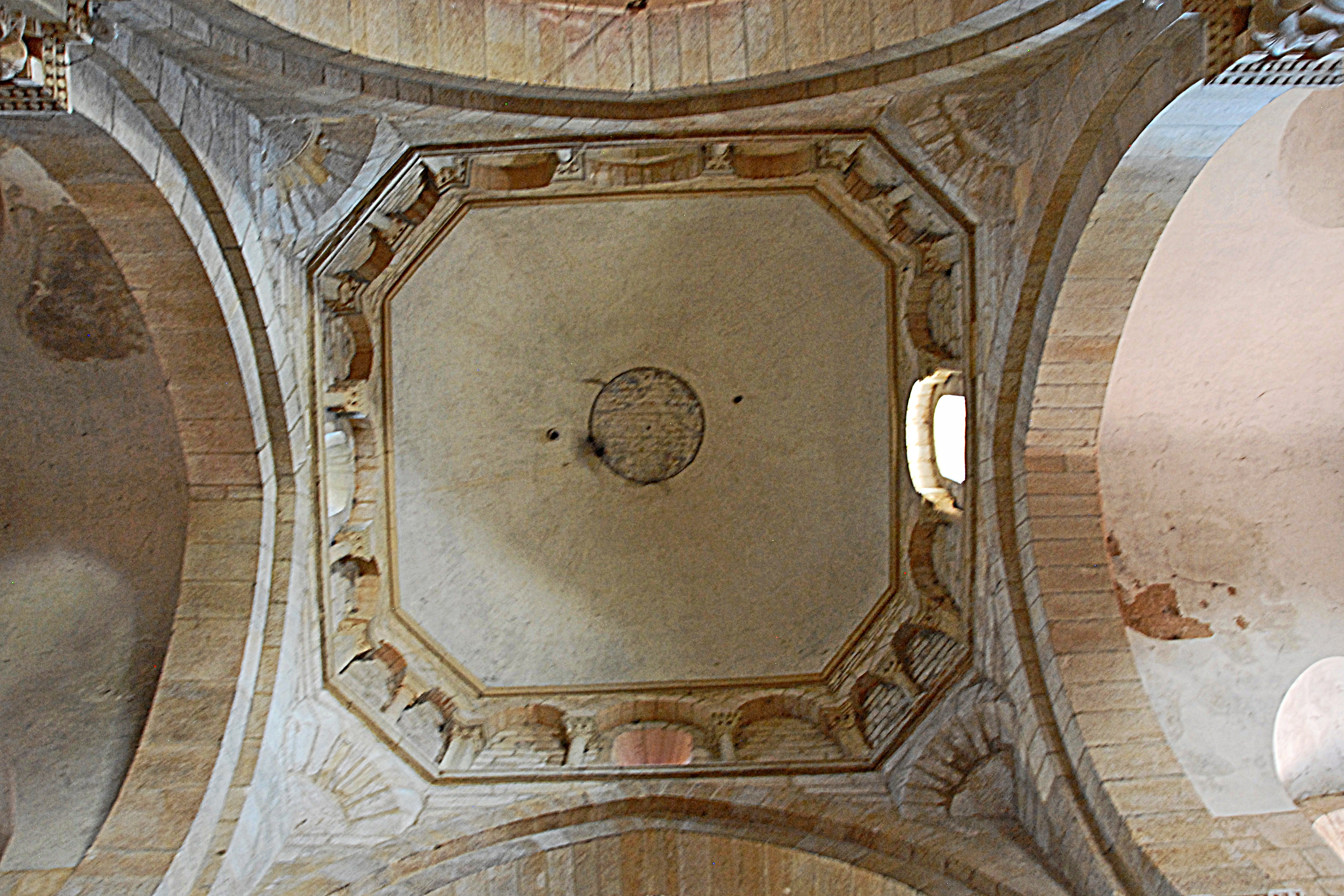
Vierungskuppel

Die quadratische Vierung wird von den vorstehend beschriebenen vier gleich großen Arkaden umschlossen. Knapp über den Scheiteln der äußeren Keilsteinbögen befindet sich ein waagerecht verlaufendes Kragprofil, das ein Achteck umschließt, aus vier langen und vier kurzen Seiten. Die kurzen Seiten befinden sich um 45 Grad abgeschwenkt über den Ecken des Vierungsquadrats. Die dort im Grundriss entstandenen Dreiecke werden von den so genannten Trompen getragen, die unterseitig die Hohlform eines Kegelviertels aufweisen, die aus speziell zugeschnittenen Keilsteinen gebildet werden. Über dem Kragprofil beginnt ein Tambour, aus acht senkrechten Wandabschnitten. Innenseitig dieser Wände ist eine rundum durchlaufende rundbogige Blendarkatur angebracht. Auf den langen Seiten wird jeweils eine große Arkade von zwei mittelgroßen flankiert. Auf den kurzen befinden sich zwei kleine Arkaden. Die benachbarten Keilsteinbögen stehen jeweils gemeinsam auf Säulchen, in den acht Ecken auf im Querschnitt um 45 Grad abgeknickte Pilaster, die alle mit skulptierten Kapitellen, profilierten Kämpfern und Basen ausgerüstet sind. In drei der größten Arkaden sind rundbogige Fensteröffnungen ausgespart, in der vierten öffnet sich eine gleich große Aussparung in das Mittelschiff. Unmittelbar über den höchsten Bogenscheiteln wird der Tambour durch ein weiteres Kragprofil abgeschlossen, das gleichzeitig den Rand der achteckigen Kuppelwölbung bildet. Die Zwickel zwischen den Keilsteinbögen sind oberflächenbündig vermauert. Von den acht Ecken steigen zunächst leichte negative Grate auf, die weiter aufwärts in eine halbkugelige glatte Oberfläche übergehen. Im Scheitel der Kuppel befindet sich eine kreisrunde Öffnung zum Vertikaltransport von Glocken, Werkzeugen und Baumaterial.

#### Chorabschluss
Da es in St-Hilaire keinen bedeutenden Pilgerbetrieb gab, wurde hier zu Gunsten eines schlichten Staffelchors auf einen Chorumgang wie in Cluny verzichtet.
Das mittlere Chorjoch wird in gleicher Höhe wie bei den Querschiffarmen von einer angespitzten Tonne überwölbt, deren Ansätze von einem Kragprofil mit Rollenfries, der von den Kapitellkämpfern ausgeht, markiert werden. Im Erdgeschoss öffnen sich zu den Seitenschiffen Arkaden mit angespitzten Bögen mit scharfkantigen Rückversätzen, deren äußere Scheitel ein Stück unter die Kragprofile reichen. Sie stehen auf gut einen Meter hohen Pilastern, deren Außenseiten kunstvoll pflanzlich skulptiert sind. Sie werden bekrönt von pflanzlich skulptierten Kapitellen, deren Kämpferprofil bis gegen die benachbarten Vorlagen geführt sind. Die Pilaster werden unterstützt von figürlich skulptierten Kapitellen, deren Kämpferprofile wie vorstehend weitergeführt werden. Diese Skulpturen befinden sich nahe der Augenhöhe des Betrachters. Dargestellt sind Atlanten und Teufel, die die Pilasterabschnitte tragen. Unmittelbar oberhalb des Kragprofils ist auf beiden Seiten je ein rundbogiges Fenster mit aufgeweiteten Gewänden ausgespart, an dessen Keilsteinbogen eine Stichkappe anschließt.
Die Arkadenöffnung zur Chorapsis ist geringfügig schmaler und ein Stück niedriger als der Aufriss des Chorjochs. Im Wandabschnitt zwischen ihrem Scheitel und dem des Chorjochs ist ein kreisrundes Ochsenauge mit aufgeweitetem Gewände ausgespart. Die im Grundriss halbkreisförmige Apsis wird von einer halben angespitzten Kuppelkalotte überwölbt. Ihre Rundung wird über einem umlaufenden Sockel von einer fünfbogigen Arkatur umschlossen. Die runden Keilsteinbögen stehen bis auf die äußeren jeweils gemeinsam auf vier schlanken Wandpfeilern und zwei Säulchen, die mit skulptierten Kapitellen, profilierten Kämpfern und Basen ausgestattet sind. Die Kämpferhöhe wird von denen der kurzen Pilaster im Chorjoch übernommen. Die Kante des Sockels ist mit einem doppelten Rundprofil markiert. In den drei mittleren Arkaden sind etwas kleinere rundbogige Fenster mit aufgeweiteten Gewänden ausgespart.
Die Joche der flankierenden Kapellen werden von Kreuzgratgewölben überdeckt, wie sie aus den Seitenschiffen bereits bekannt sind. Im nördlichen Joch ist in der Außenwand ein kleines rundbogiges Fenster mit aufgeweiteten Gewänden ausgespart, im südlichen ist dieses ehemalige Fenster nachträglich vermauert worden. Stattdessen hat man in die Wand eine Tür gebrochen, die in die hier angebaute Sakristei führt. Die Kapellenapsiden werden von angespitzten halben Kuppelkalotten überwölbt, deren Öffnung gegenüber den anschließenden Bauteilen geringfügig zurückweicht. In den Apsisscheiteln sind kleine rundbogige Fenster mit aufgeweiteten Gewänden ausgespart.

Galerie Skulpturen
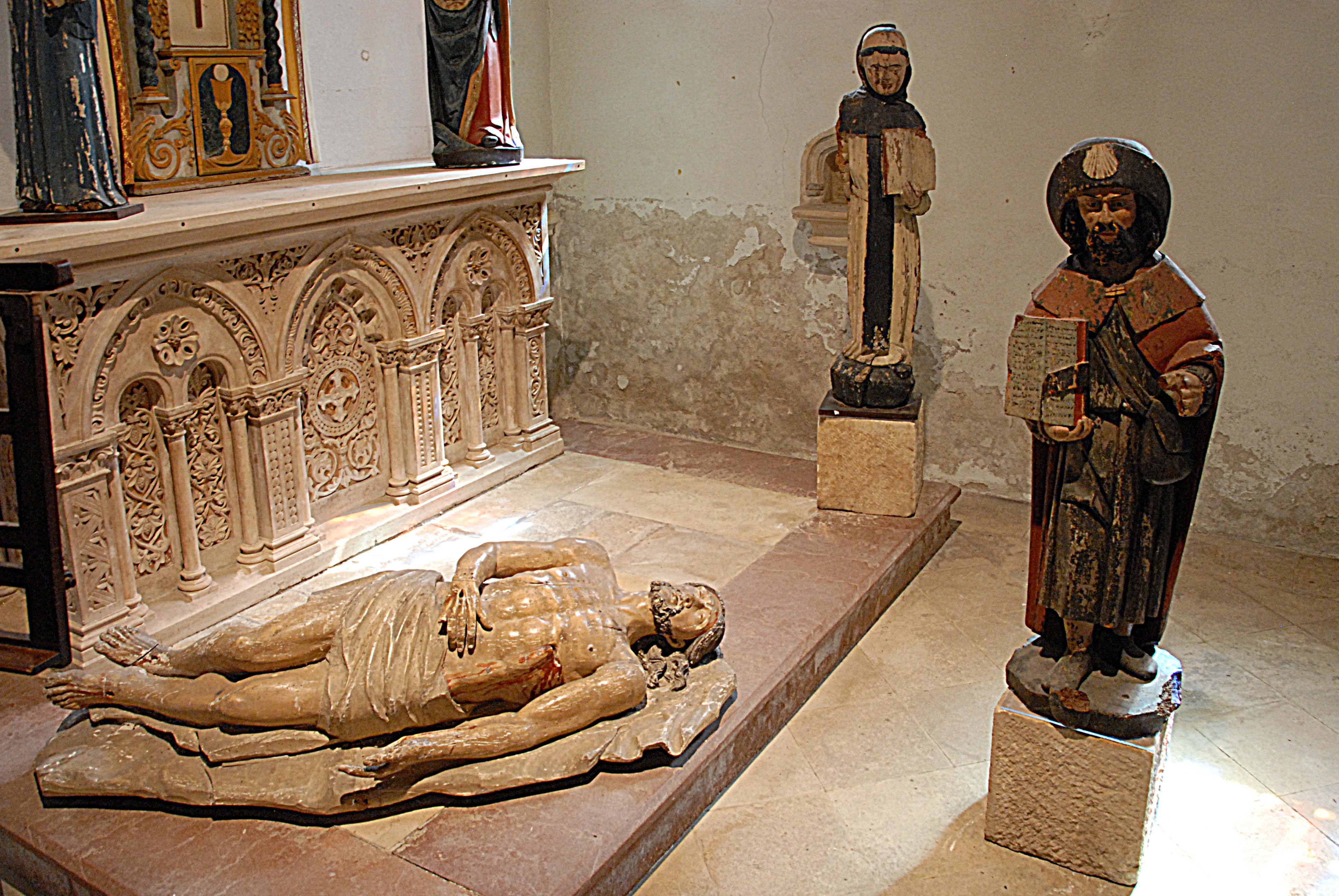
Skulpturen vor einem Altar
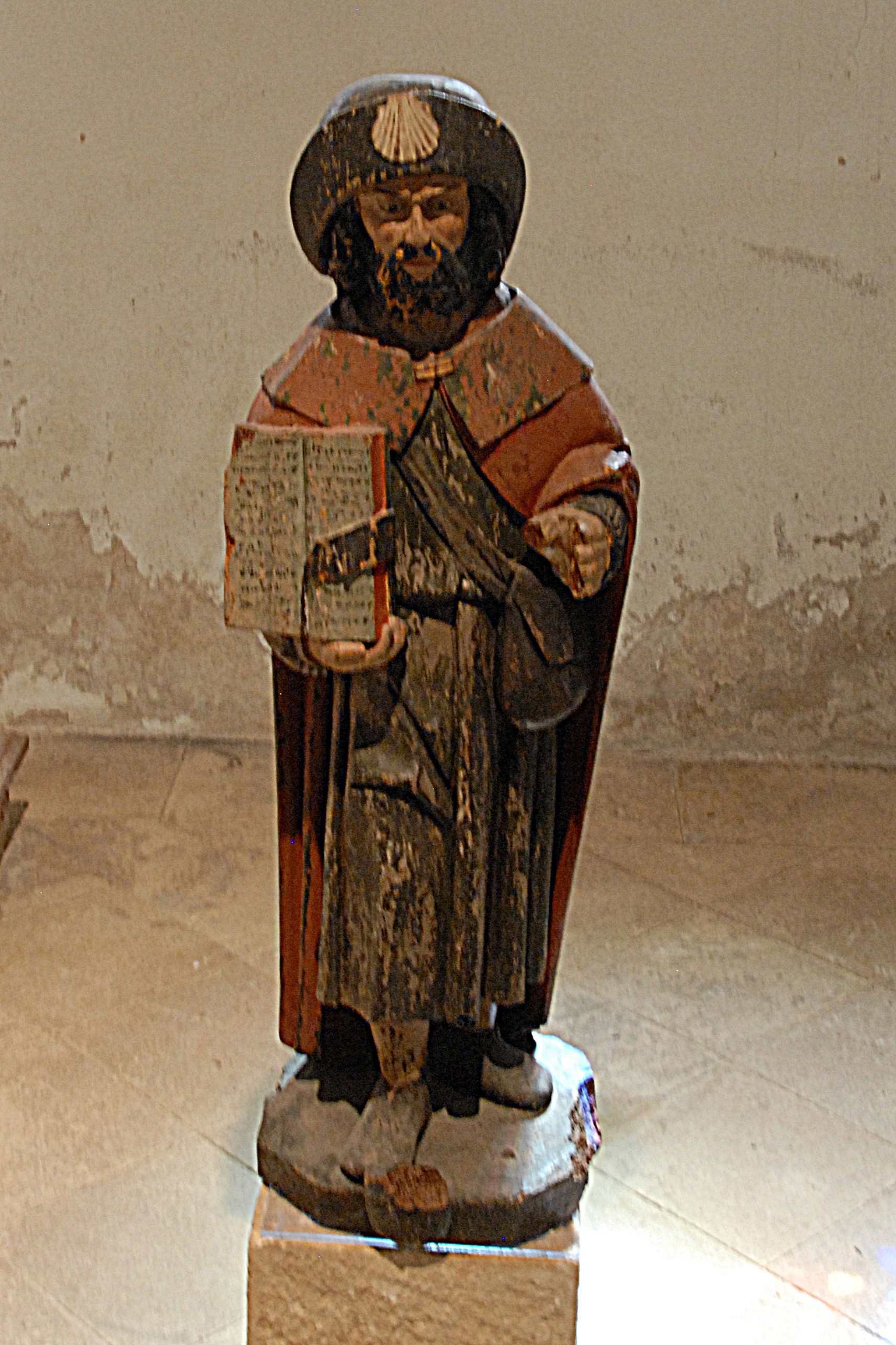
Hl. Jakobus
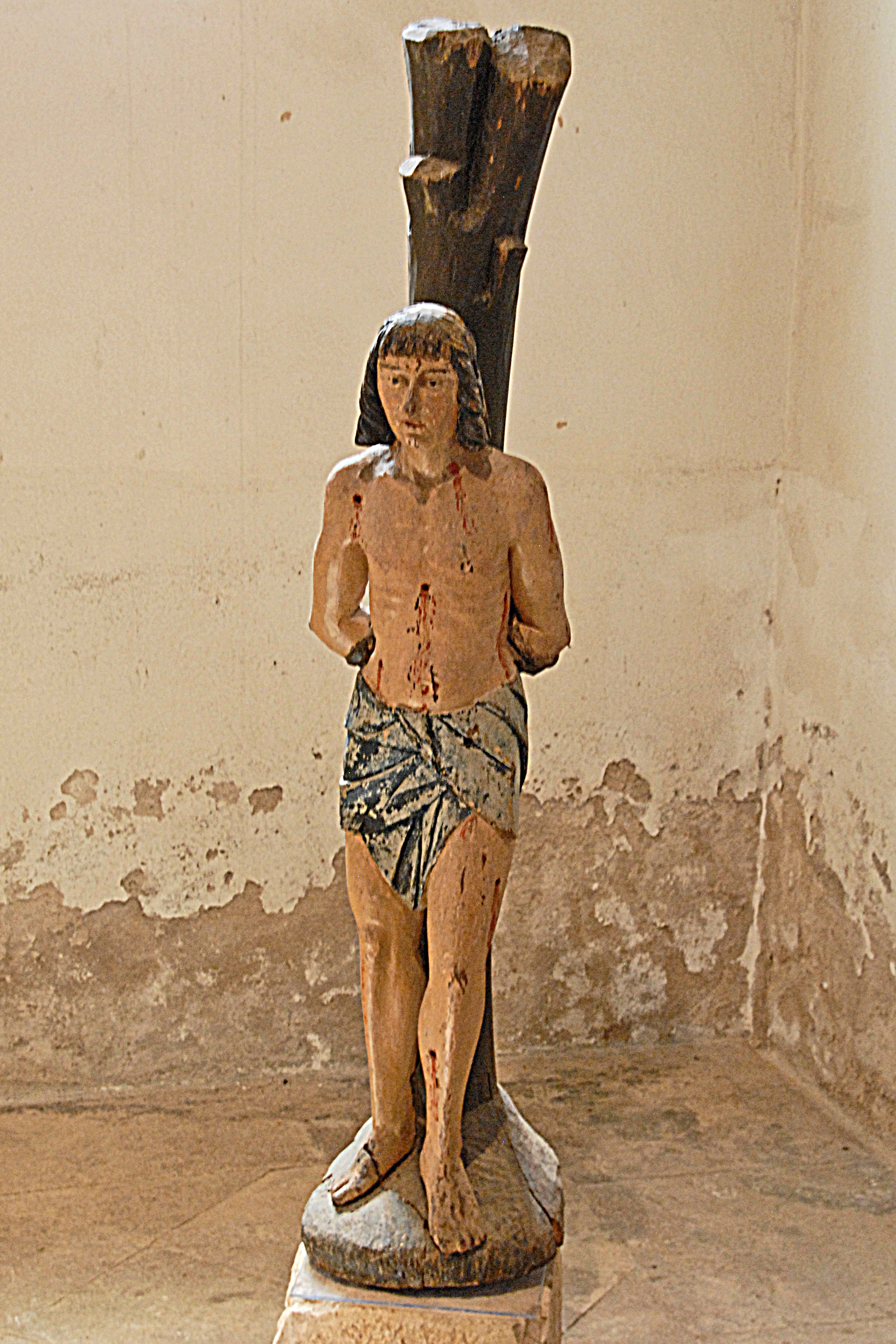
Gefesselter Märtyrer
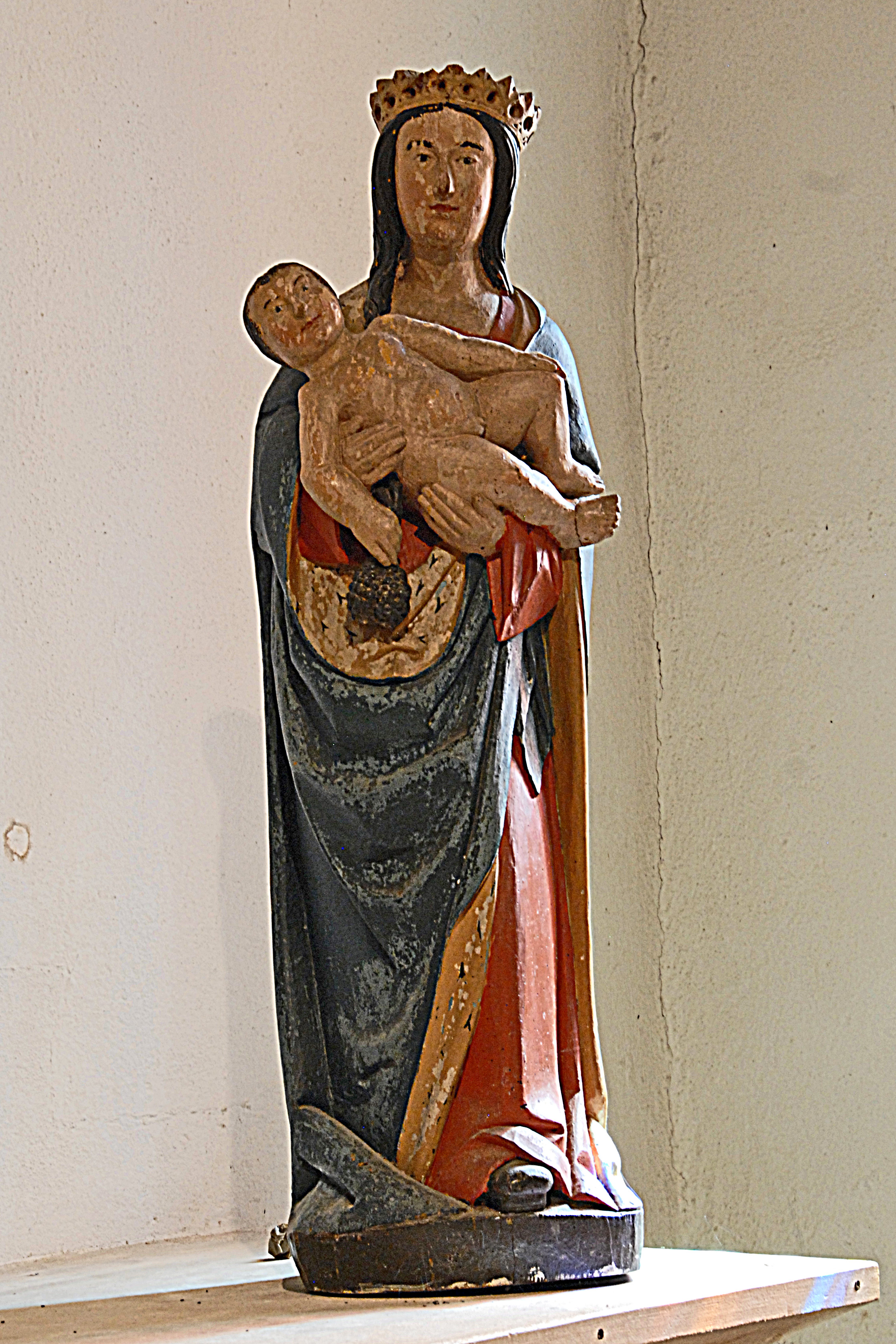
Gekrönte Muttergottes mit Jesuskind
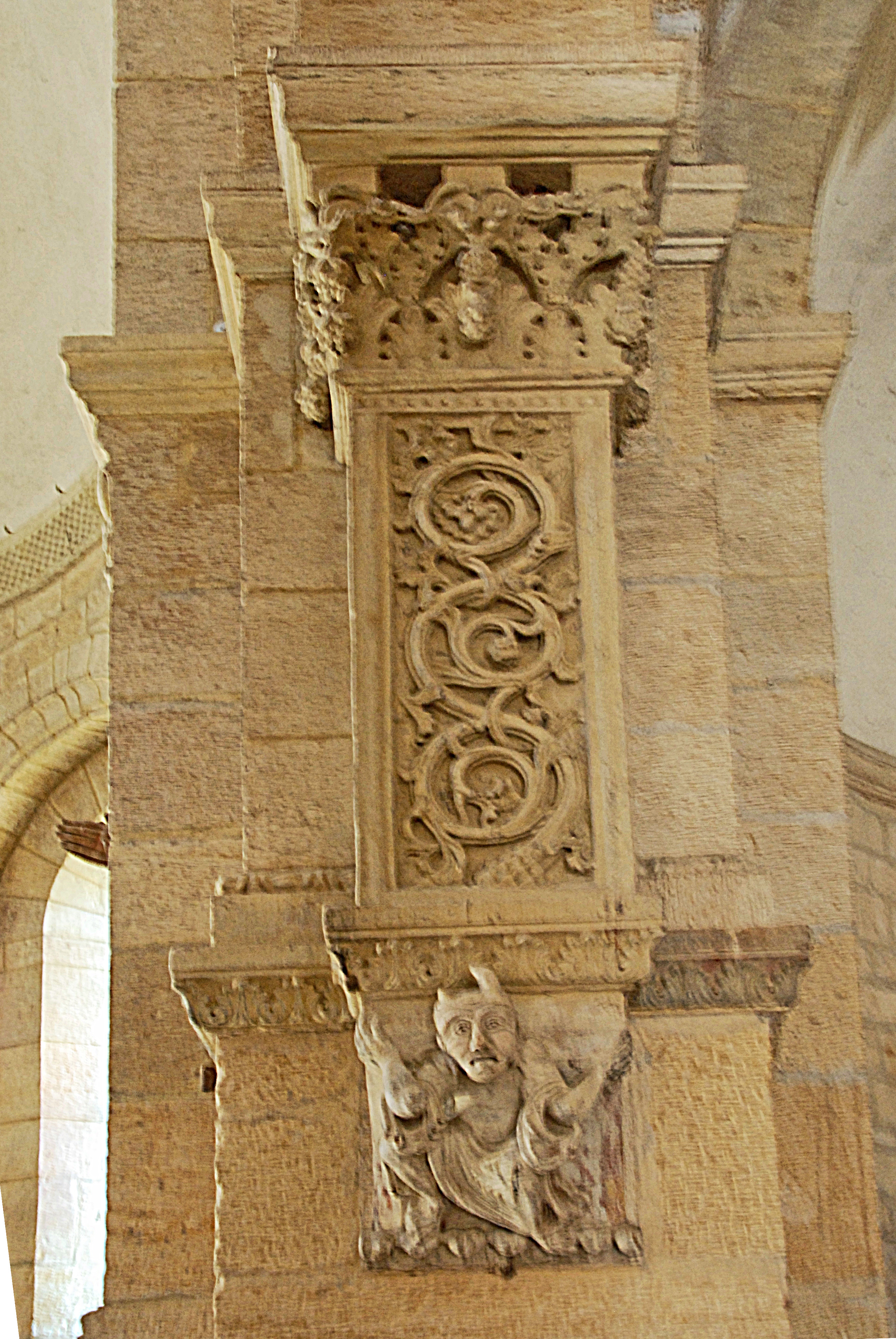
Pilaster im Chorjoch
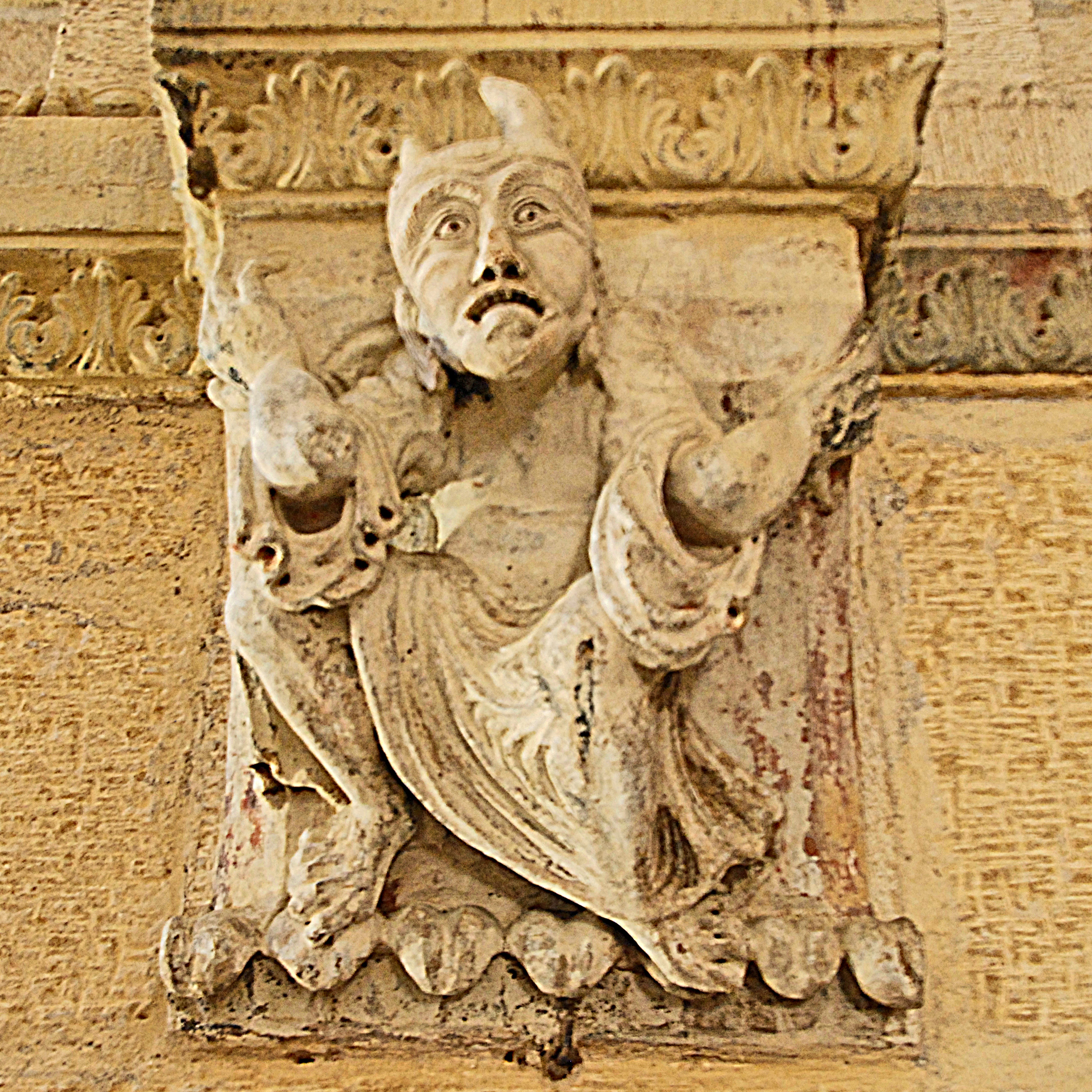
Teufel als Atlant
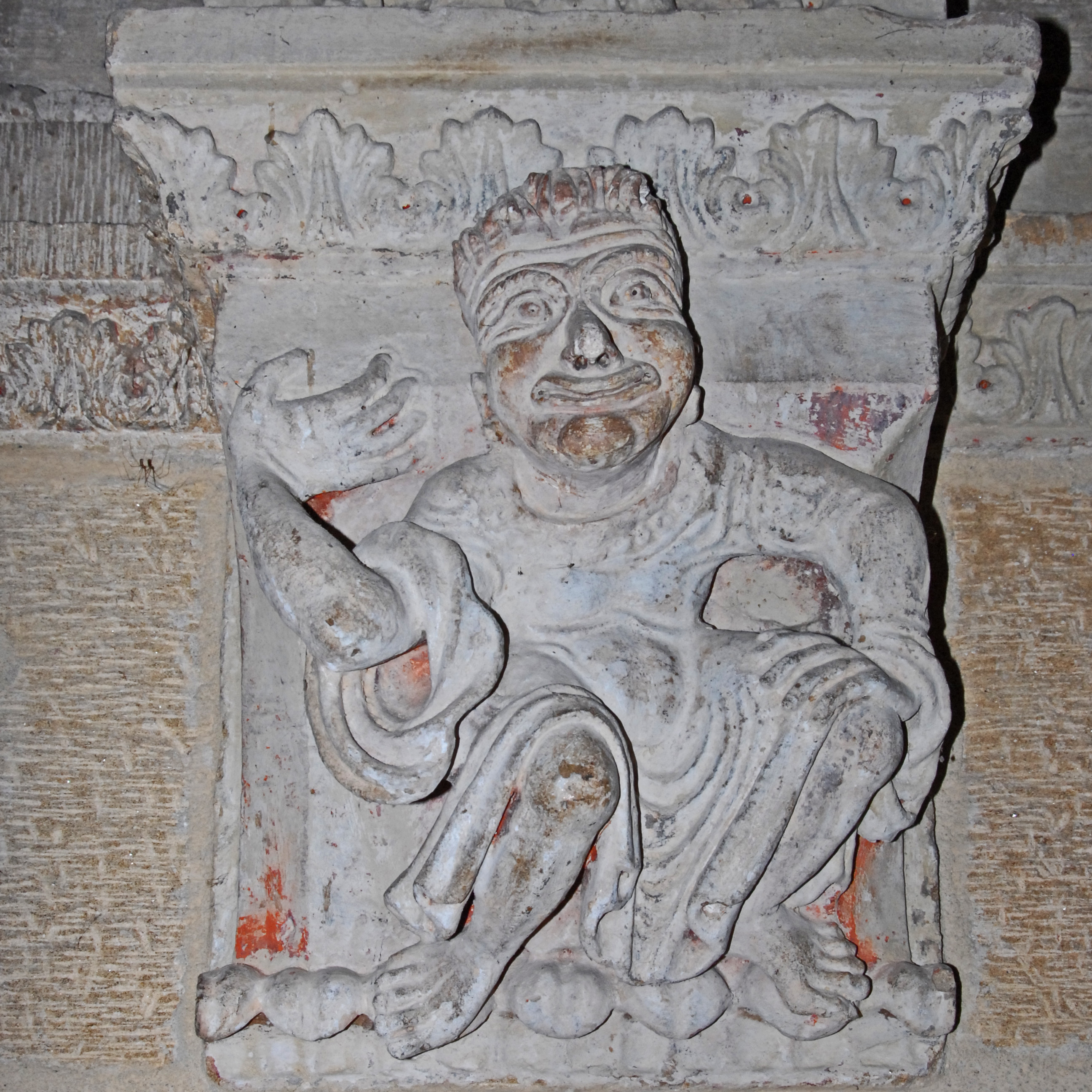
Atlant